# Велосипед

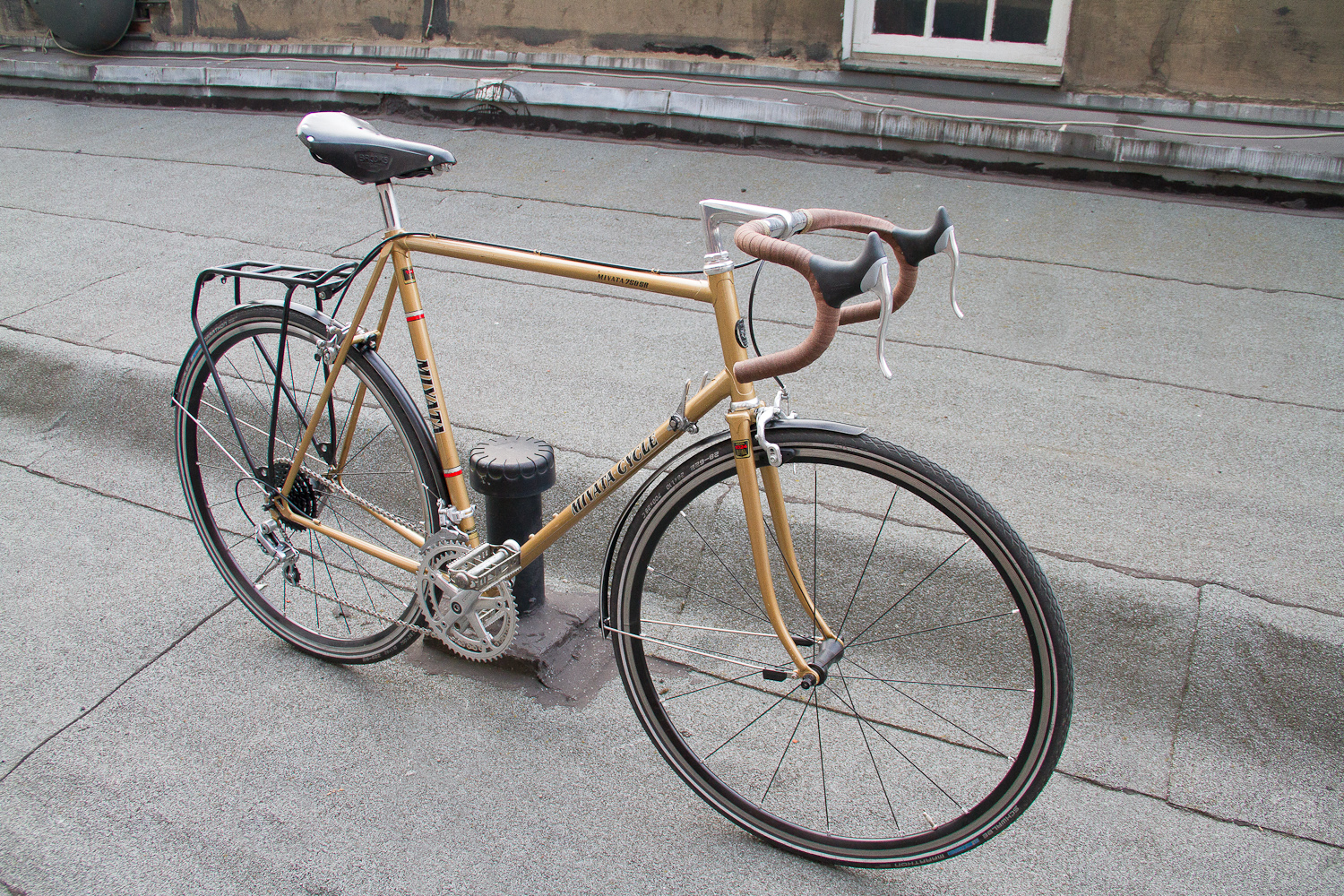
Велосипед Miyata 760SR06

Велосипе́д (стар. фр. vélocipède, от лат. vēlōx «быстрый» и pes «нога») — колёсное транспортное средство (или спортивный снаряд), приводимое в движение мускульной силой человека через ножные педали или через ручные рычаги. Наиболее распространены двухколёсные велосипеды, но существуют также конструкции с тремя и более колёсами. Стал использоваться как средство передвижения ещё до широкого распространения городского общественного транспорта, в том числе автобусов, троллейбусов и трамваев. Также популярен среди туристов и в спортивных целях. В современном мире также используют электропривод для увеличения области использования велосипеда.
Правила дорожного движения России определяют велосипед как «транспортное средство, кроме инвалидных колясок, которое имеет по крайней мере два колеса и приводится в движение как правило мускульной энергией лиц, находящихся на этом транспортном средстве, при помощи педалей или рукояток и может также иметь электродвигатель номинальной максимальной мощностью в режиме длительной нагрузки, не превышающей 0,25 кВт, автоматически отключающийся на скорости более 25 км/ч».

## История

Эволюция велосипеда

В 1817 году немецкий профессор барон Карл фон Дрез из Карлсруэ создал, а в 1818 году запатентовал первый двухколёсный самокат, который он назвал „машиной для бега“ (Laufmaschine). Самокат Дреза был двухколёсным, снабжён рулём и в целом выглядел как велосипед без педалей; рама была деревянной.
Более раннее якобы изобретение велосипеда-самоката русским крепостным Ефимом Артамоновым в 1800 году не находит исторических подтверждений (см. „Велосипед Артамонова“).
С 1870-х годов стала приобретать популярность схема „пенни-фартинг“. Название описывает несоразмерность колёс, ибо монета пенни была намного больше фартинга.
Первый велосипед, похожий на используемые в наши дни, назывался Rover — „Скиталец“ (или „Бродяга“). Он был сделан в 1884 году английским изобретателем Джоном Кемпом Старли и выпускался с 1885 года. В отличие от велосипеда „пенни-фартинг“, Ровер обладал цепной передачей на заднее колесо, одинаковыми по размеру колёсами, и водитель сидел между колёсами.
По крайней мере с конца XIX века считается правильным садиться на велосипед с левой стороны, запрокидывая правую ногу. Это объясняется тем, что цепь и ведущие звёзды затрудняют посадку справа, это связано с тем, что большинство людей — правши. Традиция же размещать цепь справа пришла из верховой езды, где посадка слева также распространена, так как большинство людей — правши, и шпага, носимая у левого бедра, затрудняла посадку справа.
Первый складной велосипед сделан в 1878 году, первые алюминиевые — в 1890-х годах, а первый лигерад (иногда называемый рикамбент, велосипед, на котором можно ездить в лежачем положении) — в 1895 году (а в 1914 году началось массовое производство лигерадов фирмой Peugeot).
Велосипеды продолжали совершенствоваться и во второй половине XX века. В 1974 году началось массовое производство велосипедов из титана, а в 1975 — из углепластика. В 1983 году был изобретён велокомпьютер. В начале 1990-х получили распространение системы индексного переключения скоростей.

## Социальная роль

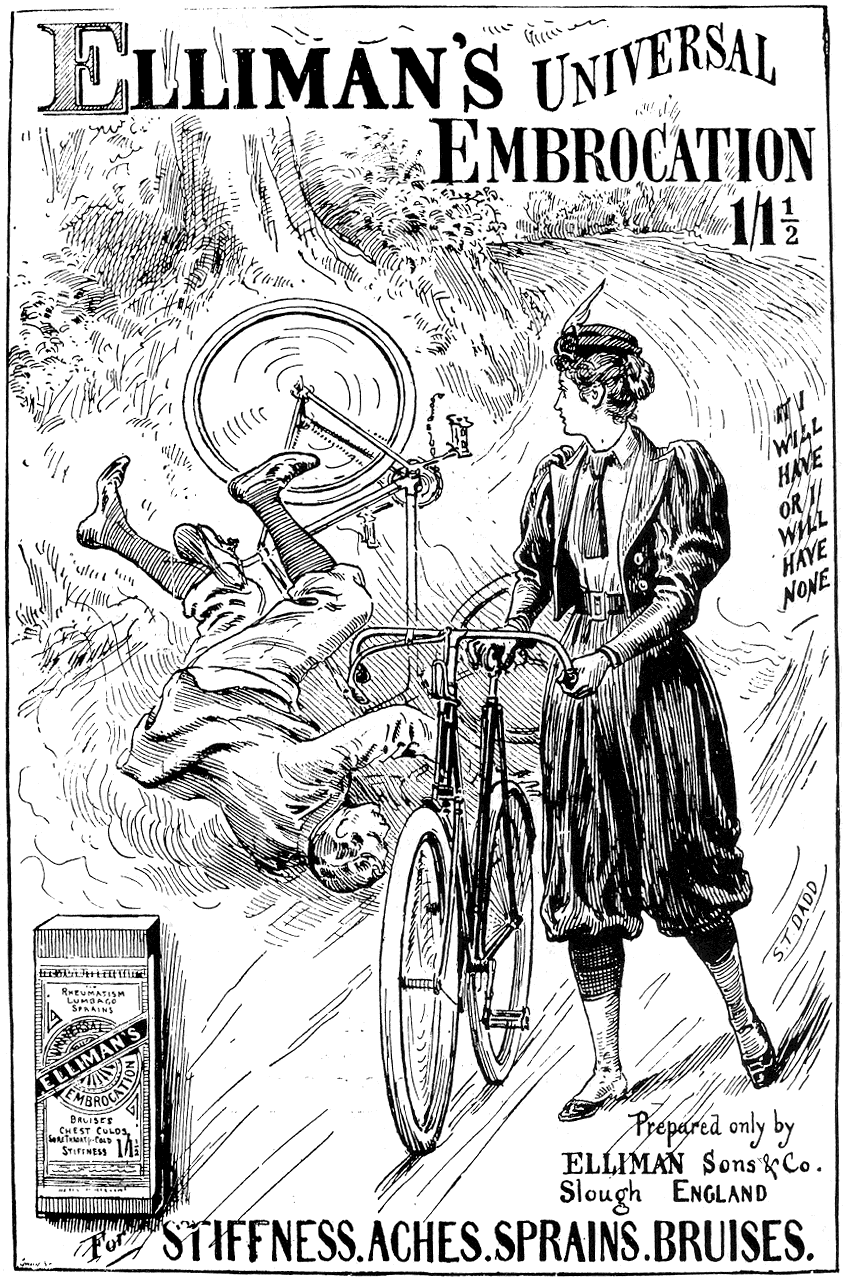
Реклама 1897 года. Велосипедистка изображена в шароварах

Производство велосипедов сыграло большую роль в создании технической базы для других видов транспорта, прежде всего автомобилей и самолётов. Многие технологии металлообработки, разработанные для производства как велосипедных рам, так и других частей велосипедов (шайб, подшипников, зубчатых колёс), впоследствии использовались в производстве автомобилей и самолётов. Многие автомобильные фирмы, созданные в начале XX века (например, Rover, Škoda, Morris Motor Company, Opel), начинали как велосипедные. Начинали как производители велосипедов также Братья Райт.
Общества велосипедистов добивались улучшения качества дорог. Примером такой организации является Лига американских любителей колёсного транспорта (англ. League of American Wheelmen), в конце XIX века в США возглавлявшая и финансировавшая Движение за хорошие дороги (англ. Good Roads Movement). Улучшение качества дорог также ускорило развитие автомобилей.
Велосипеды сыграли свою роль в эмансипации женщин. В частности, благодаря им в 1890-х в моду вошли женские шаровары, что помогло освободить женщин от корсетов и другой сковывающей одежды. Кроме того, благодаря велосипедам женщины обрели беспрецедентную мобильность. В рассказе Чехова „Человек в футляре“ главный герой был настолько поражён видом женщины на велосипеде, что отказался на ней жениться.
В современном обществе езда на велосипеде не просто отражает определённое изменение стиля жизни, она означает своего рода социальный переворот.
— говорит профессор Факультета ландшафтной архитектуры Христианского университета Чжунъюань Дай Юнти. Он утверждает, что стимулирование использования велосипеда в густонаселённых тайваньских городах должно стать важной мерой по уменьшению выбросов в атмосферу парниковых газов, а велосипедисты становятся ближе к окружающей среде.

## Применение

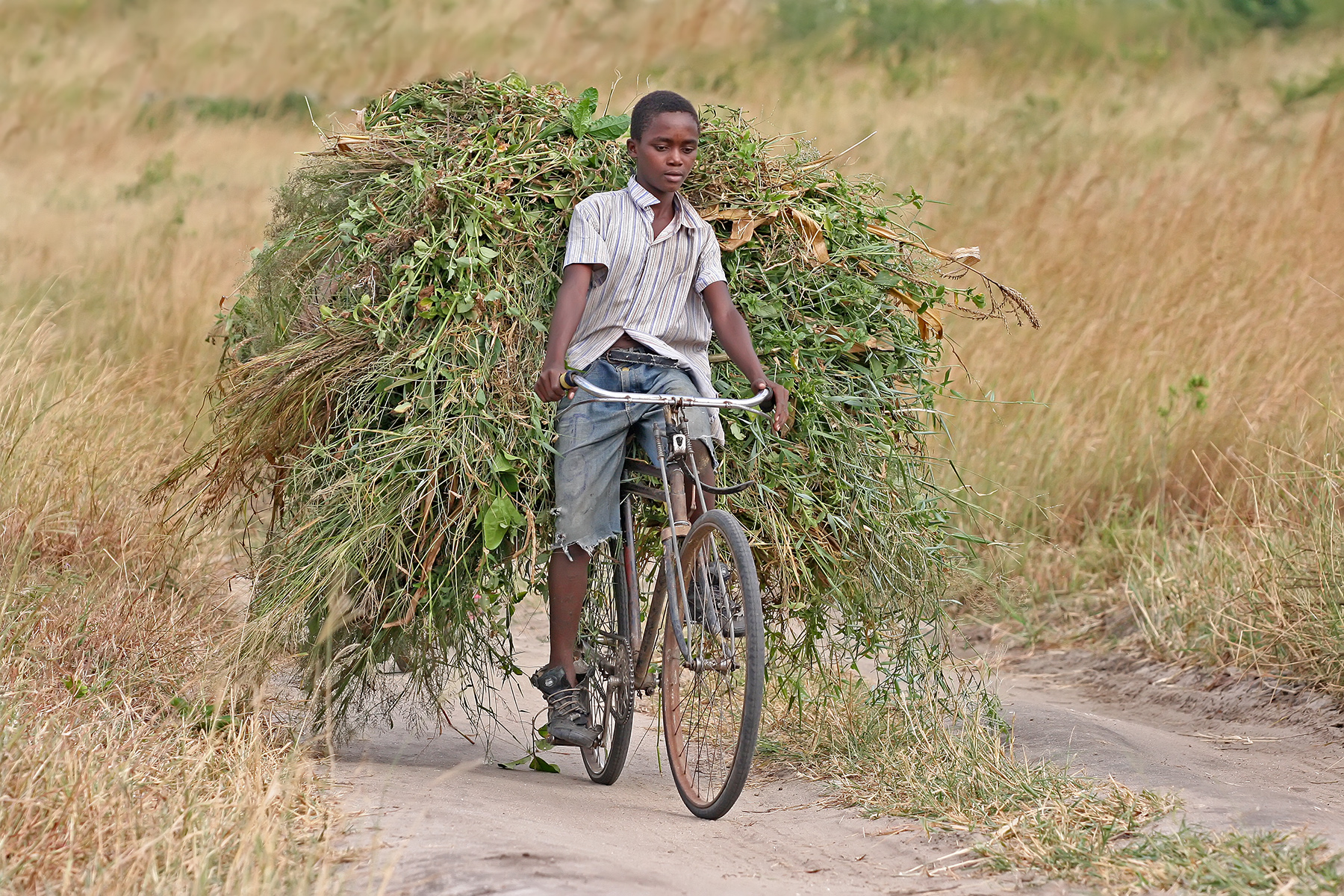
Танзанийский мальчик на велосипеде перевозит фураж

Можно выделить три основные сферы применения велосипеда:
1. Транспорт — велосипед рассматривается как транспортное средство для перевозки людей и грузов.
2. Спорт — существуют различные спортивные дисциплины с особыми требованиями к конструкции велосипеда.
3. Развлечение, досуг — велотуризм, катание в рекреационных зонах. Детские, подростковые, цирковые велосипеды и т. д.

Почтовые службы многих стран используют велосипеды с конца XIX века. Так, британская почта использует велосипеды с 1880-х. Общее количество почтальонов-велосипедистов составляет 37 000 в Великобритании, 27 500 в Германии, 10 500 в Венгрии.
Полиции многих стран используют велосипеды для патрулирования улиц, особенно в сельских районах. Велопатрули, как и велосипедная почта, появились в конце XIX века. К примеру, полиция английского графства Кент закупила 20 велосипедов в 1896 году, а к 1904 году число полицейских велопатрулей составило уже 129. Преимуществами велопатрулей является свобода от автомобильных пробок, возможность патрулировать в пешеходных зонах, возможность скрытно подобраться к подозреваемому.

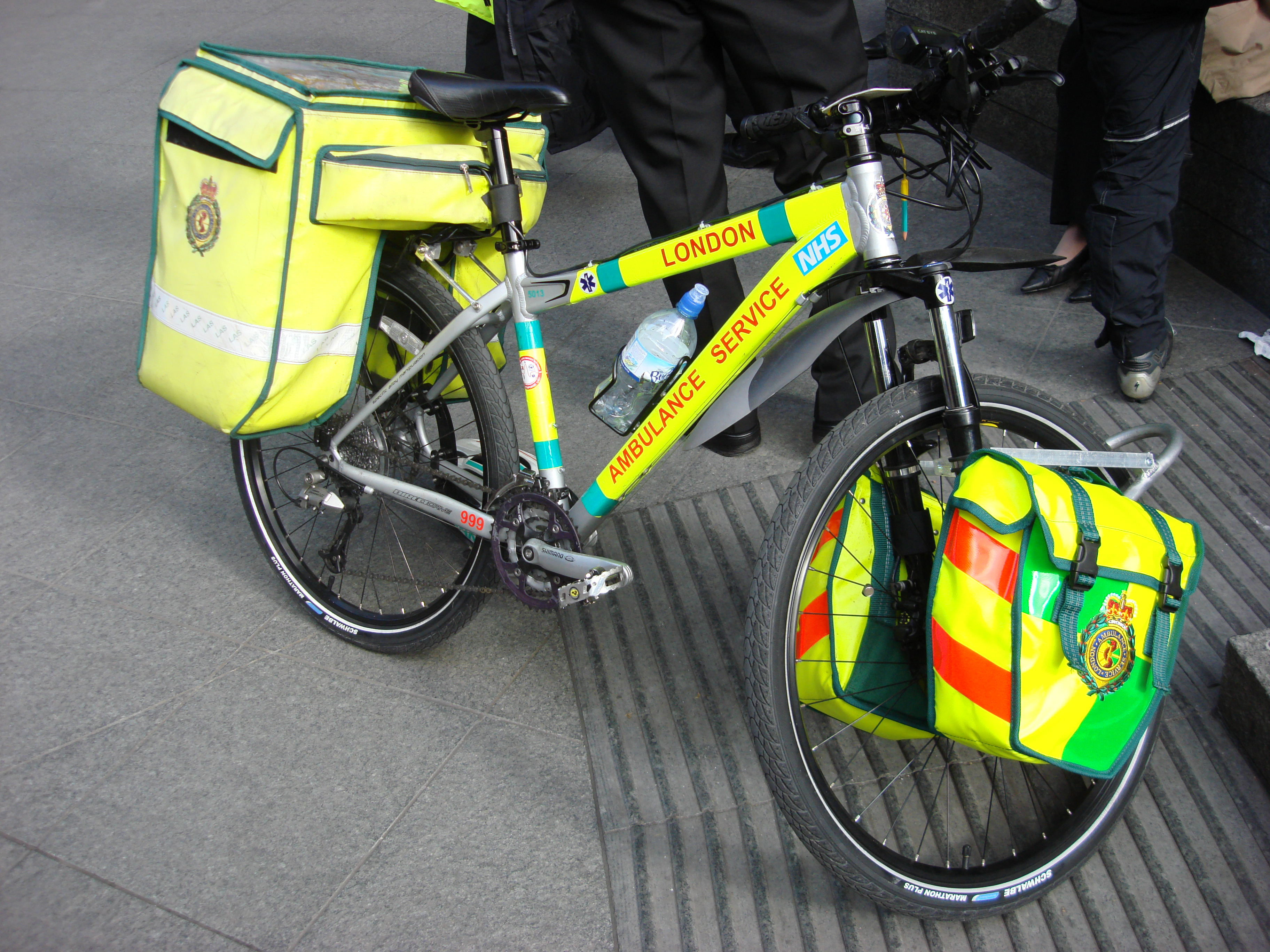
Велосипед „Скорой помощи“ в Лондоне

В Великобритании велосипеды традиционно используются для доставки газет. Это позволяет брать на работу подростков, у которых ещё нет водительских прав или проездного билета. Велосипеды используются для доставки обедов или для доставки товаров курьерами.
Также велосипеды используются в „скорой помощи“ Лондона, Таллина и многих других городов, позволяя медикам быстрее добираться до пациентов по городским пробкам.

Даже автомобильная индустрия использует велосипеды. На заводе Mercedes-Benz в Зиндельфингене рабочие передвигаются по территории завода на велосипедах. У каждого отдела — велосипеды своего цвета.

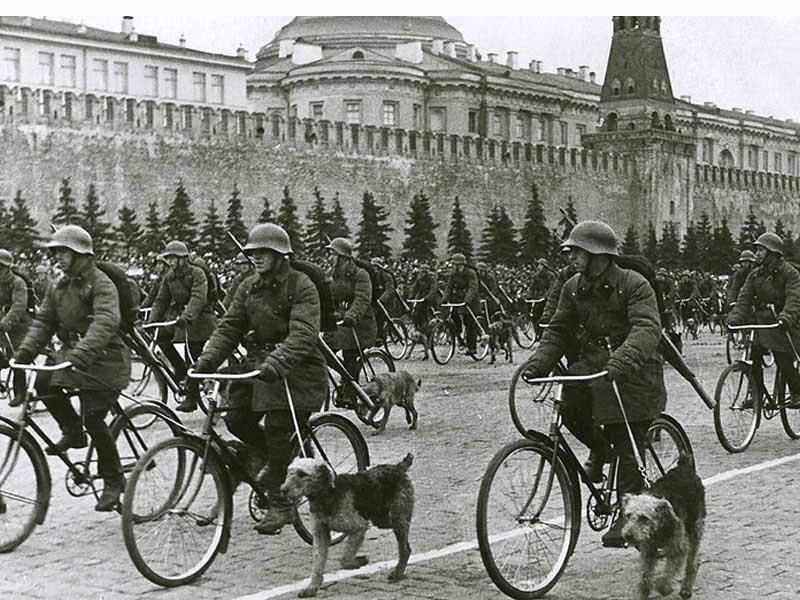
Велосипедные военные собаководы. Парад 1 мая 1938

Велосипеды использовались в военном деле. В ходе англо-бурской войны (1899—1902) обе стороны (Великобритания и южноафриканские республики) использовали велосипеды в разведке и для доставки сообщений. Специальные части патрулировали железные дороги на велодрезинах. 

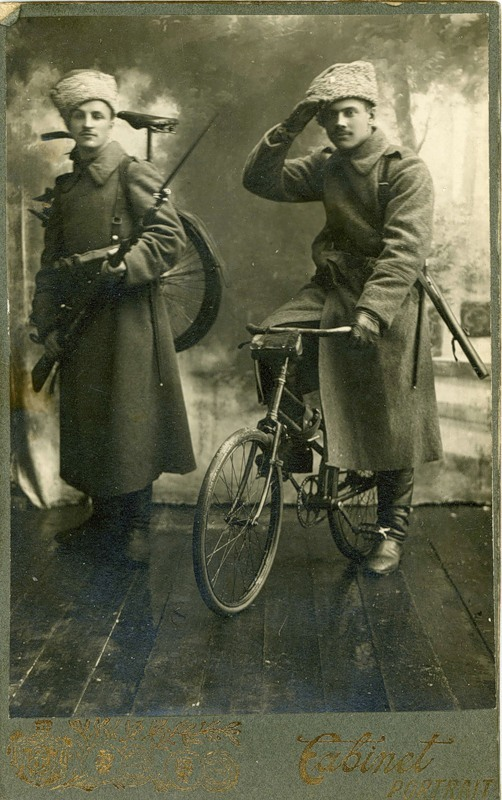
Самокатчики Русской армии, за спиной у одного сложен велосипед

В первой мировой войне обе стороны активно использовали велосипеды в разведке, для доставки сообщений, для транспортировки пострадавших (смотрите статью Самокатчики).
Япония успешно использовала велосипеды для вторжения в Китай в 1937 году и для вторжения в Сингапур через Малайзию в 1941.

В вермахте велосипедами были оснащены самокатные роты, входившие в состав разведывательных батальонов всех пехотных дивизий. 

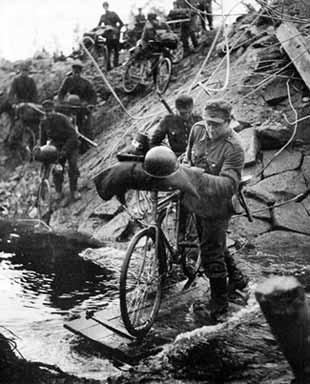
Финские войска переправляются через реку. 1944 г.

Велосипеды позволяли скрытно и внезапно перебросить тысячи солдат и заставали противника врасплох. Кроме того, они не требовали ни грузовиков для своей переброски, ни дефицитного топлива.
Союзники использовали в своих операциях парашютистов, экипированных складными велосипедами. Велосипеды использовались партизанами для перевозки грузов в ходе вьетнамской войны.
В Швеции велосипедные войска просуществовали до 2001, а в Швейцарии — до 2003. По некоторым данным, велосипеды использовались американскими частями спецназа в ходе афганской кампании.
В цирке на двухколёсных велосипедах ездят медведи и обезьяны, а на трёхколёсных — слоны. Чрезвычайно популярны и разнообразны также акробатические трюки с использованием велосипедов.

## Велосипедный спорт

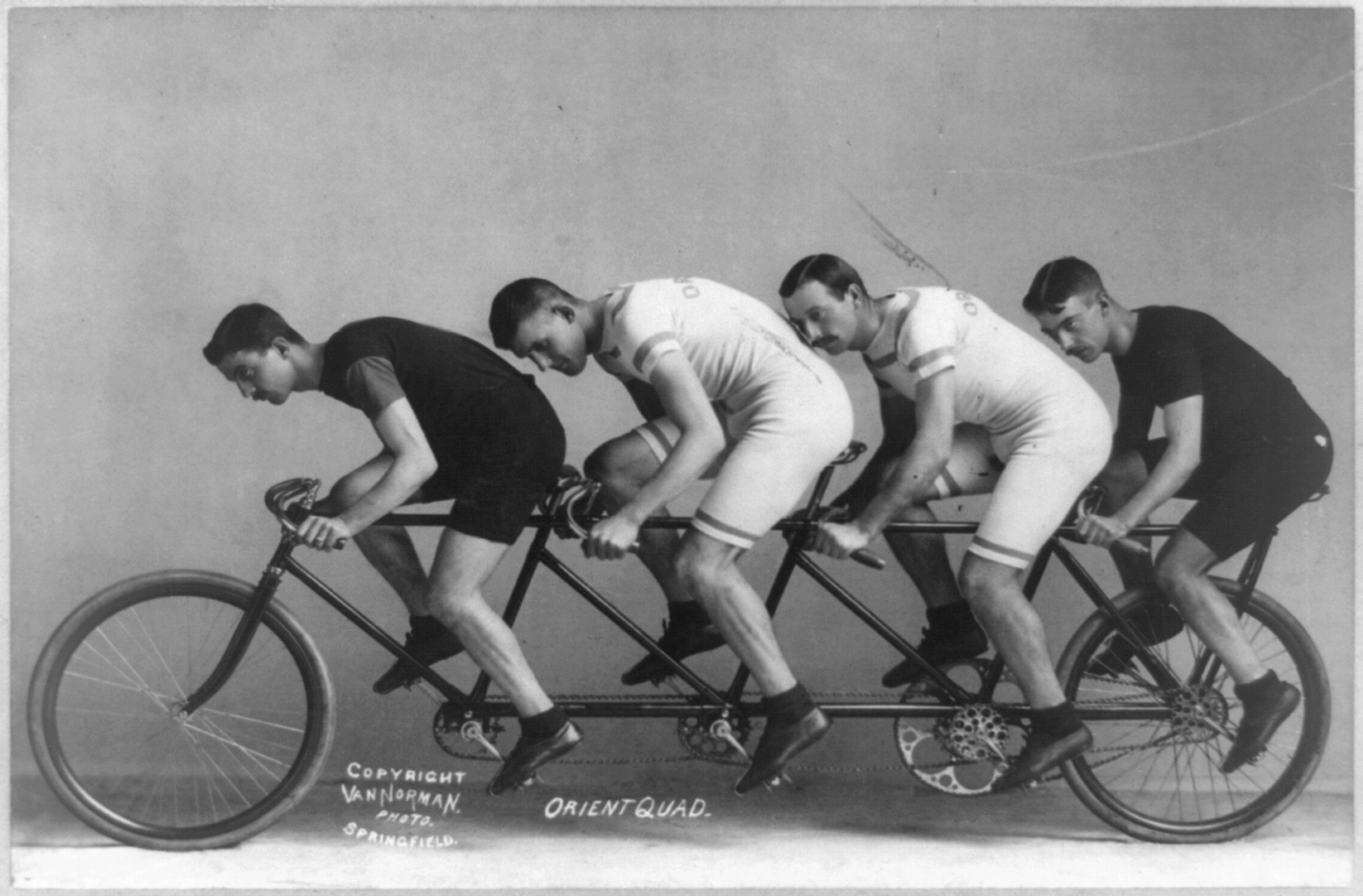
Велосипед-тандем

Велогонки начали проводиться сразу после изобретения велосипедов. Первые гонки проводились на велосипедах „пенни-фартинг“ и других опасных велосипедах, что часто приводило к травмам. С 1890-х годов стали популярными многодневные велогонки. К ним относится старейшая из регулярных велогонок — 1200-километровая гонка „Париж — Брест — Париж“, впервые прошедшая в 1891 году. Эта велогонка не состояла из этапов: секундомер включался на старте и выключался, когда спортсмен достиг финиша. Велосипедист сам решал, сколько времени ему тратить на сон. Веломногодневка „Тур де Франс“, проводящаяся с 1903 года, относится к категории гранд-туров — самая популярная и престижнейшая из всех существующих велогонок.
Кроме многодневных велогонок, есть и велогонки на короткие дистанции. В США популярны велогонки на дистанции до 5 км. В последнее десятилетие приобрели популярность велогонки на горных велосипедах — кросс-кантри. Близок к ним велокросс (или циклокросс) — гонки на велосипедах, очень похожих на шоссейные, по пересечённой местности. Для гонок на велодромах используются специальные трековые велосипеды, без переключения скоростей.
Гонки, кроме того, делятся на индивидуальные и командные. Существует большое количество видов и дисциплин велосипедных гонок, в том числе и экстремальных.

## Велосипеды в настоящее время
В настоящее время велосипеды считаются не только как средство досуга и спортивный снаряд, но и как полноценный вид городского транспорта, повышающий мобильность населения.

### Европа

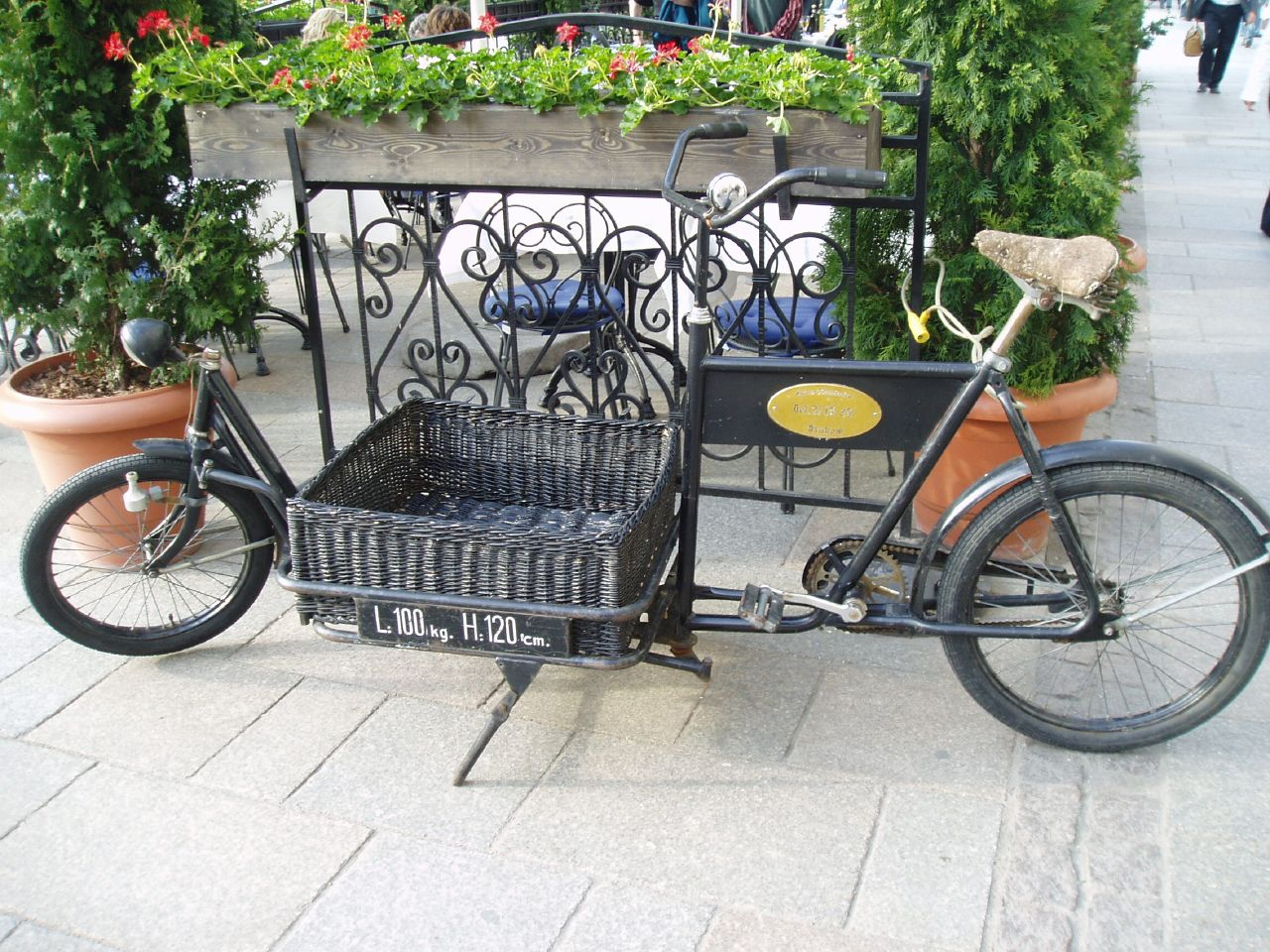
Грузовой велосипед в Польше

В настоящее время велосипеды наиболее популярны в странах Северной и Западной Европы. Самая „велосипедная“ страна Европы — Дания, средний житель этой страны проезжает за год на велосипеде 893 километра. Следом идут Нидерланды (853 км). В Бельгии и Германии средний житель проезжает за год на велосипеде около 300 километров. Наименее популярен велосипед в странах Южной Европы — среднестатистический испанец проезжает за год на велосипеде всего 20 километров.
Современная популярность велосипеда в Европе — результат проводимой правительствами политики, так как популяризация велосипеда способствует разгрузке центров городов от автомобилей, улучшению экологической обстановки, а также улучшает здоровье людей.

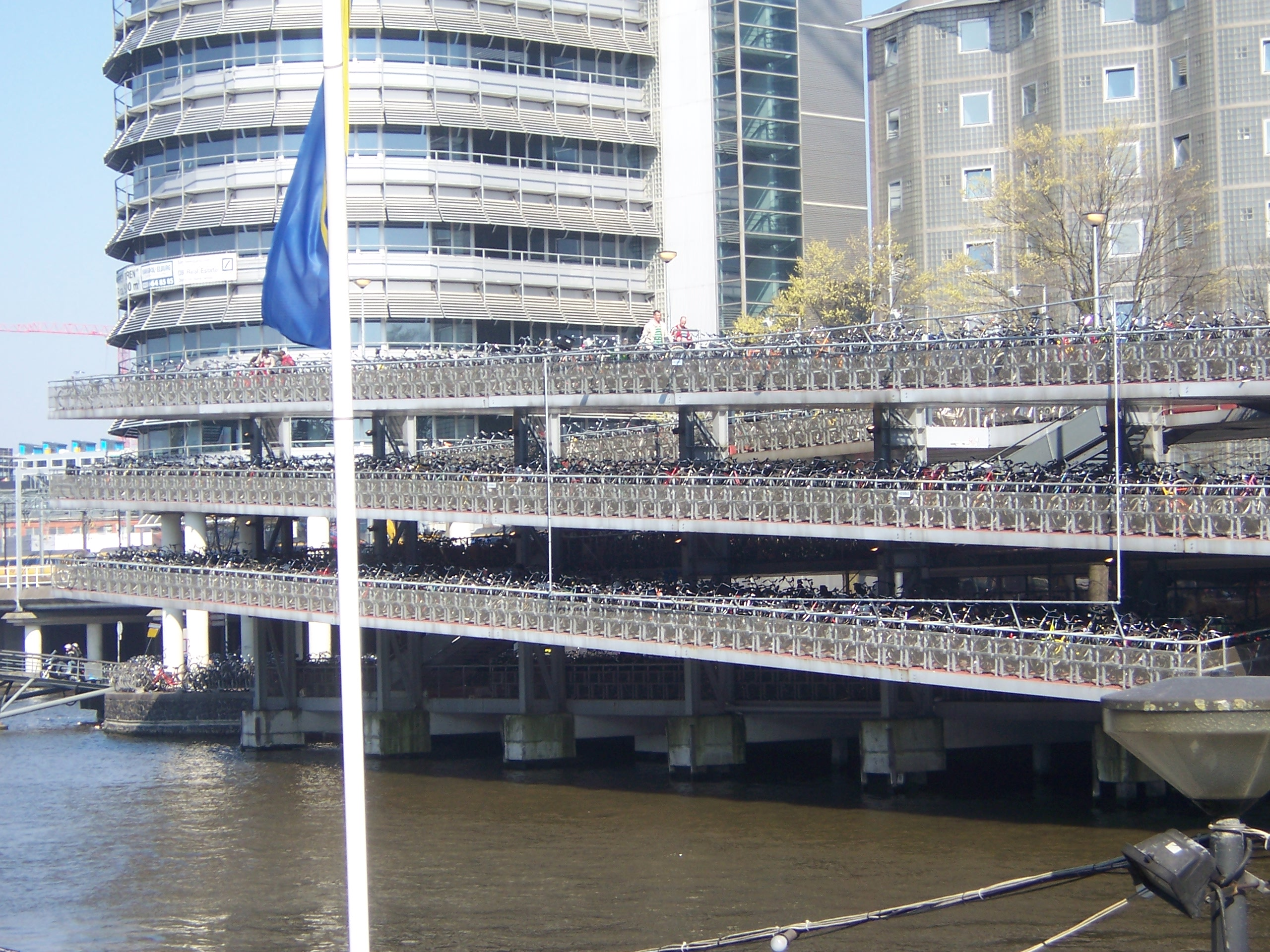
Fietsflat, трёхэтажная велостоянка у Центрального вокзала Амстердама

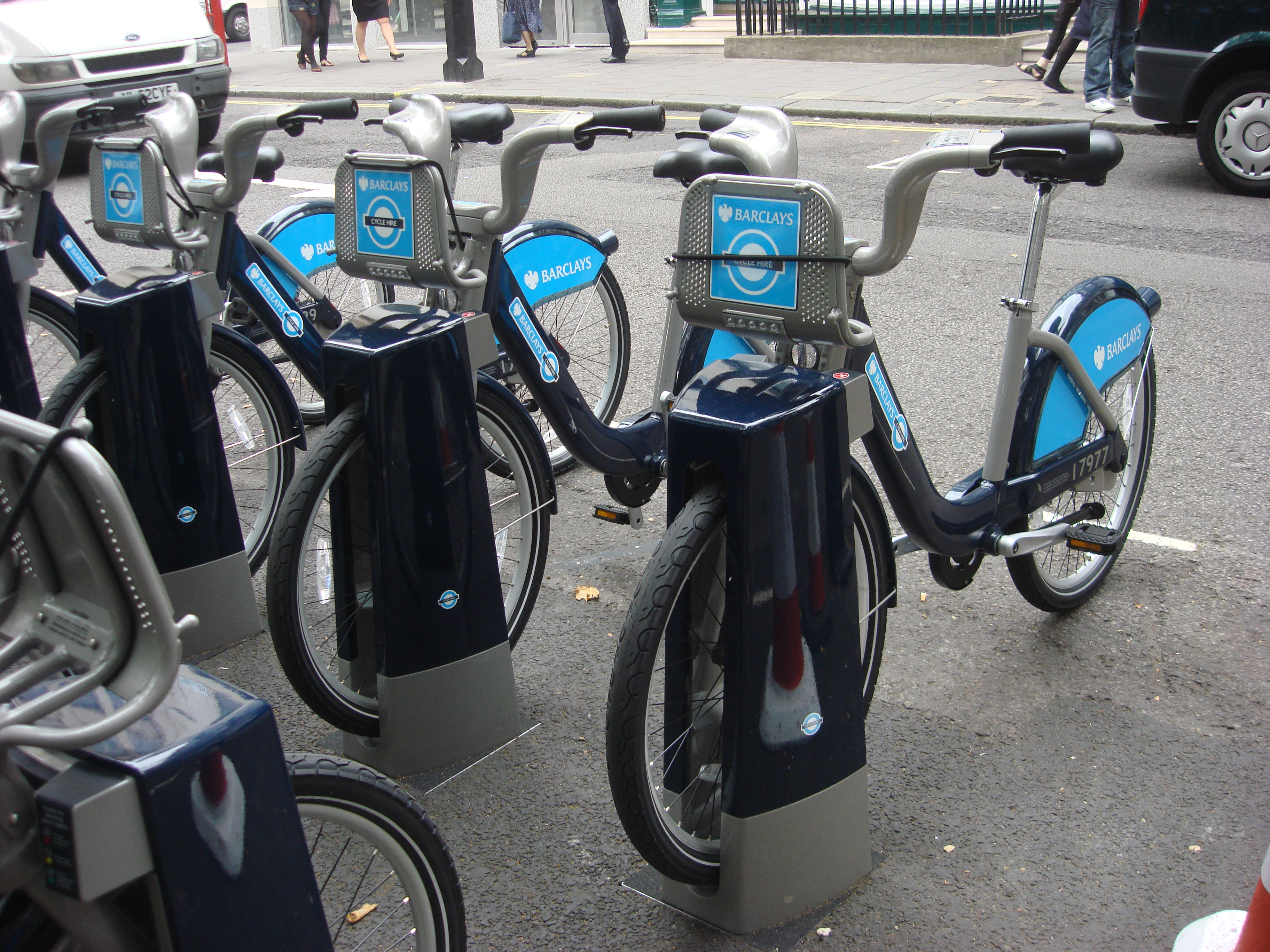
Велосипедная парковка Barclays Cycle Hire в Лондоне, 2010 год

Для популяризации велосипеда и велосипедного туризма принимаются следующие меры: устройство велосипедных дорожек и прочей инфраструктуры; меры, облегчающие использование велосипеда в сочетании с общественным транспортом (велосипедные стоянки, как правило, крытые, а зачастую и охраняемые, на вокзалах и автостанциях, оборудование пассажирских поездов специальными вагонами для пассажиров с велосипедами и тому подобное). По инициативе Европейской федерации велосипедистов ведётся создание сети панъевропейских велосипедных трасс EuroVelo.
В Амстердаме (Нидерланды), называющем себя велосипедной столицей Европы, есть даже специальная гостиница для велосипедистов, Van Ostade Bicycle Hotel. Можно арендовать водный велосипед, велосипед-тандем и даже велосипед для 8 человек. В этом городе велосипеды — обычное средство передвижения, куда более распространённое, чем автомобили. Отчасти это связано с недостатком и дороговизной парковок в Амстердаме, как и в других крупных городах.
В Финляндии велосипеды повсеместно используются, несмотря на суровый климат. На них принято ездить и зимой.
Система совместного использования велосипедов
Во многих крупных городах Европы (а также и США) существуют системы проката велосипедов, которые включают в себя множество специальных парковок, на которых можно автоматически (по кредитной карте или специальному абонементу) брать велосипед. Возвращать велосипед можно на любую удобную парковку.

### Азия
Во многих странах восточной и юго-восточной Азии, таких как Китай, Индия и Индонезия, велосипед является одним из основных средств передвижения благодаря своей дешевизне. Однако использование велосипедов в азиатских странах, в частности в Китае и Индии, сокращается, из-за того что их жители переходят на автомобили, мотоциклы и мопеды. Иногда власти принимают меры против велосипедного транспорта, поскольку он мешает движению автомобилей. Так, в декабре 2003 года в Шанхае движение велосипедов было временно запрещено.
Китай также является основным производителем велосипедов, в частности благодаря тому, что в последние десятилетия большинство велосипедных фирм перевели производство в эту страну. Порядка 95 % велосипедов производится в Китае.
В Японии и во многих странах Восточной и Южной Азии, от Филиппин до Пакистана, популярны велорикши.

### Россия
В России, наряду с традиционным спортивным, туристическими и рекреационным использованием велосипеда в 2020-х годах широко распространилось его использования в городских курьерских службах доставки. Используются как обычные, так и электрические велосипеды. Если раньше для России не было характерно зимнее использование велосипедов, то, в настоящее время, курьеры ездят на них круглогодично. Возможность зимней езды достигается, в основном, за счёт использования современных конструкций и материалов, но, иногда, также и за счёт самостоятельной доработки конструкций велосипедов их пользователями.

#### Инфраструктура использования велосипедов

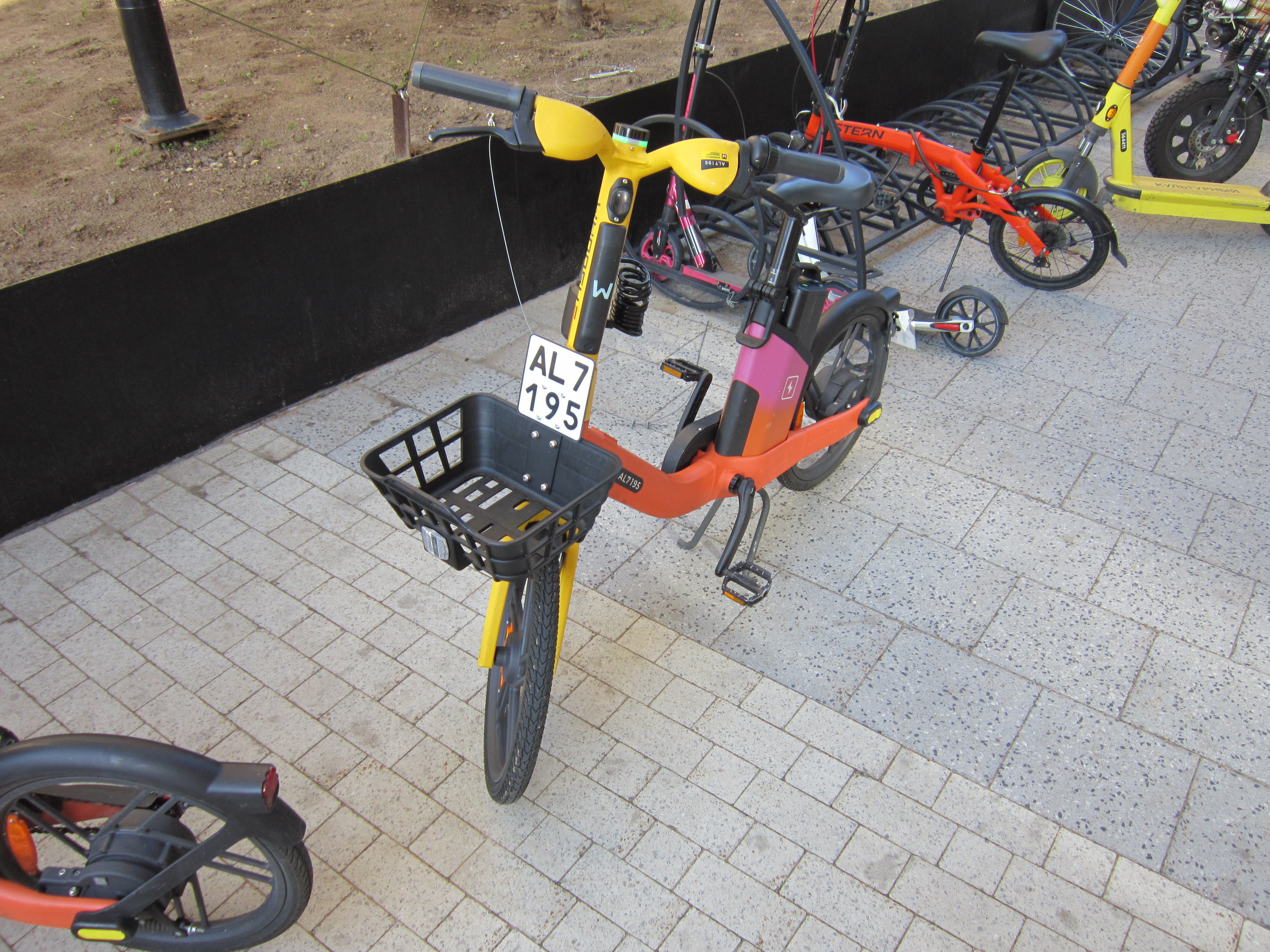
Электровелосипед сервиса „Whoosh“ в Москве, 2024 год

По примеру ряда зарубежных стран, начиная с 2010-х годов в России, в некоторых городах началось внедрение инфраструктуры использования велосипедов — на улицах начали прокладываться велосипедные дорожки, оборудоваться велосипедные парковки, внедряться системы проката велосипедов.
Последнее время становится популярна бесстанционная система проката — нет строгой привязки к станциям, а часто и самих станций нет. Клиенту достаточно, используя приложение, взять велосипед, доехать до места назначения, найти виртуальную парковку в приложении и оставить велосипед на ней.

## Велосипедные рекорды
С момента создания велосипеда производятся постоянные попытки определить предел скорости для разных велосипедных конструкций:
- 268,83 км/ч (с уменьшенным сопротивлением воздуха[21]) — установлен Фредом Ромпельбергом (Нидерланды) на Бонневильской соляной равнине (штат Юта, США) в 1995 году.
- 133,28 км/ч (82,819 миль/ч) — установлен Сэмом Уиттингемом на лежачем велосипеде Varna Diablo конструкции Георгия Георгиева 18 сентября 2009 года в Батл-Маунтин, Невада, США[22][23].

Также в 2010 году Маркус Штольц развил скорость 210 км/ч с горы в Чили.

## Устройство

Наименования узлов и деталей

Велосипед классической конструкции состоит из рамы, шарнирно закреплённой на ней рулевой вилки с рулём и передним колесом, заднего колеса, седла на подседельном штыре, педалей с кривошипами (ошибочно называемыми шатунами), цепной передачи и тормозов. Дополнительно велосипед может оборудоваться одним или двумя амортизаторами, крыльями (для защиты от брызг), багажником, светотехникой (лампами и/или световозвращателями — катафотами), звуковым сигналом, подставкой-„подножкой“ и др.

### Колёса
Как правило, на велосипеде устанавливаются два колеса одинакового диаметра. Каждое колесо состоит из обода, который соединяется со втулкой с помощью спиц, резиновой камеры (она аналогична автомобильной, но более тонкая) и покрышки (шины) с протектором. В последнее время набирают популярность бескамерные колёса.
Горные велосипеды оснащаются широкими покрышками, они улучшают сцепление велосипеда с поверхностью трассы, гасят вибрации и защищают камеру и обод от повреждений.

#### Полиуретановое колесо

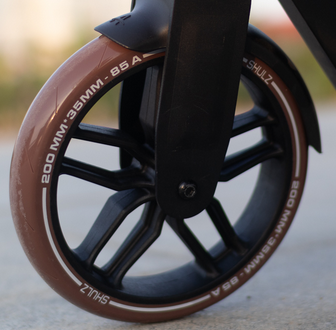
Полиуретановое колесо от самоката

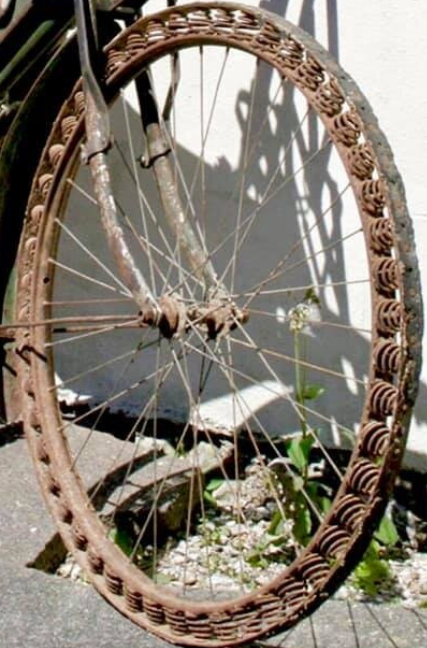
Пружинное колесо для велосипеда

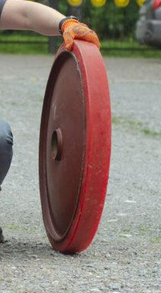
Полиуретановое колесо от катка

Материал для колёс может быть разный. В истории встречались колёса без резины, а чисто на пружинах. Однако одним из более практичных материалов для велосипеда могут быть колёса, сделанные из полиуретанового покрытия вместо шин. Такие колёса имеют высокую износостойкость и их не страшно проколоть. Встречаются такие колёса в промышленности и других средств передвижения как роликовые коньки и самокаты.

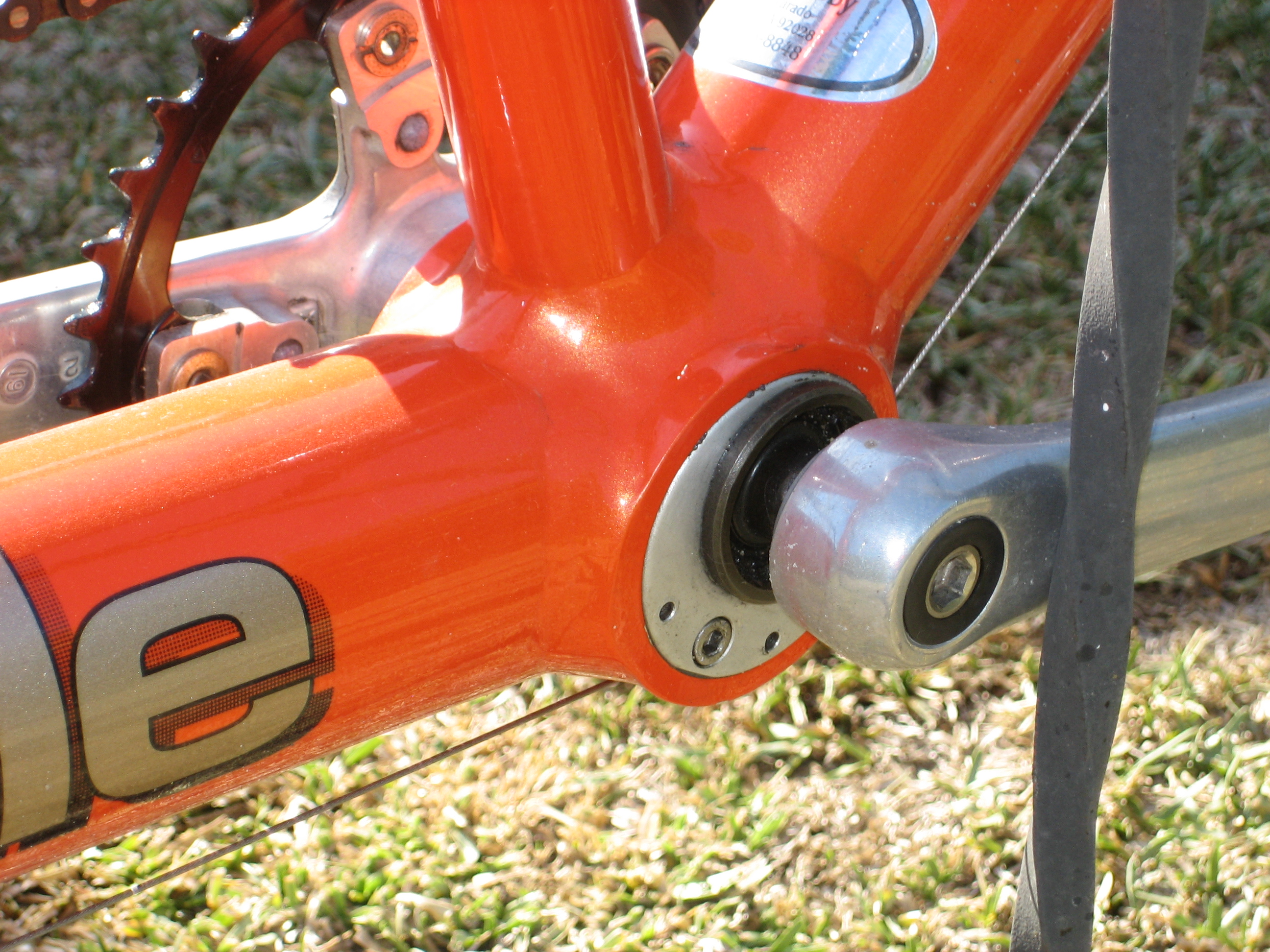
Каретка с эксцентриситетом (eccentric bottom bracket, EBB) в раме тандема

### Рама

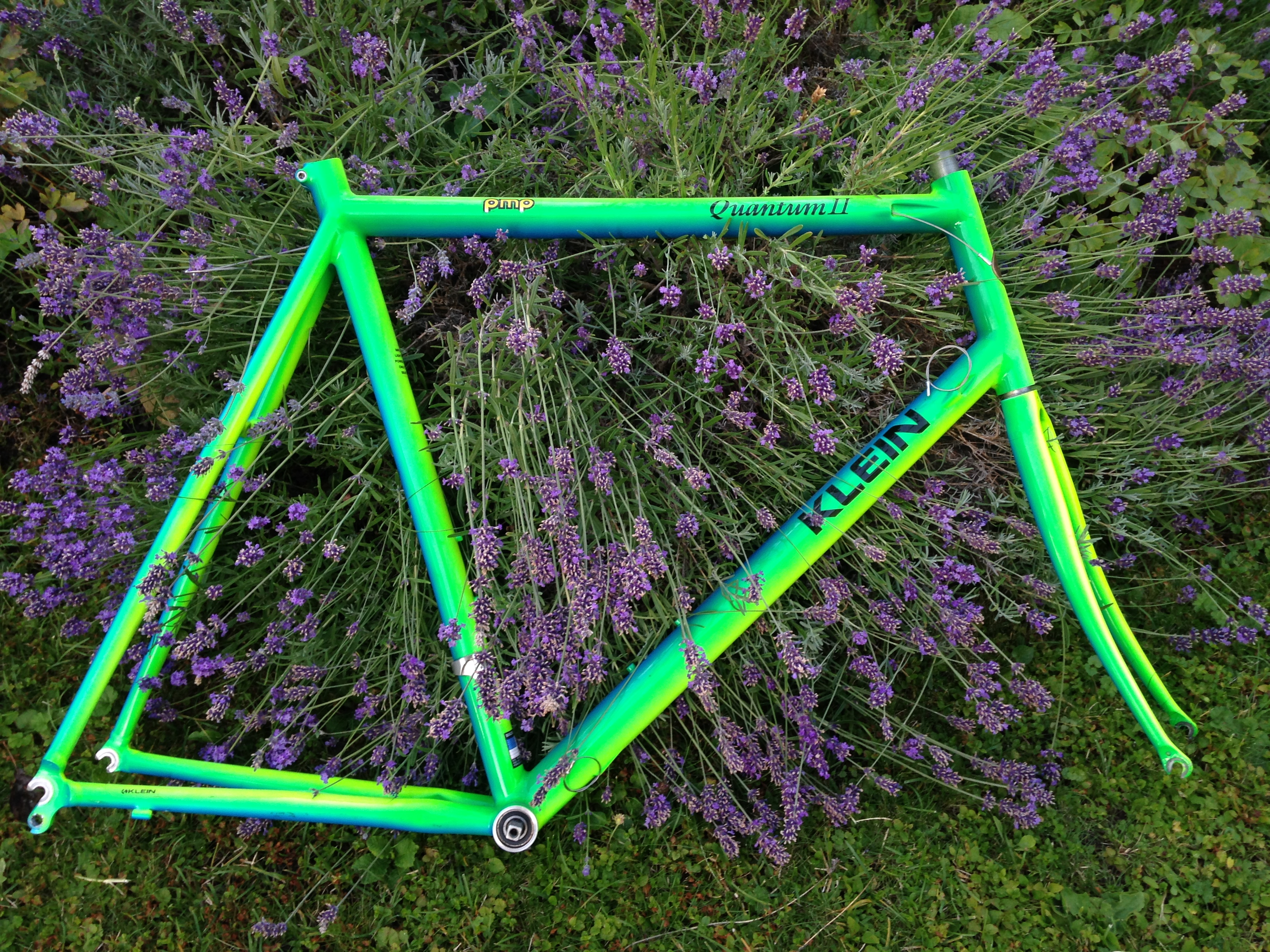
Рама

Рама — часть велосипеда, к которой крепятся другие его компоненты — колёса, шатуны, педали, седло, руль.

#### Конструкция
Классическая рама (двойной бриллиант) состоит из труб, или перьев, образующих два треугольника — передний и задний, причём задний треугольник раздвоен и образует дропауты для крепления заднего колеса. Такая форма обеспечивает наибольшую жёсткость рамы при минимальном её весе.
Передний треугольник образован подседельной трубой, соединяющей седло и каретку; нижней трубой, соединяющей каретку с рулевой колонкой; и верхней трубой, соединяющей рулевую колонку с подседельной трубой. Задний треугольник образован двумя парами труб, идущих от подседельной трубы и каретки к втулке заднего колеса.
Существуют рамы без верхней трубы или с верхней трубой, идущей рядом с нижней. Такие рамы называются открытыми. Открытая рама тяжелее закрытой с аналогичными характеристиками, но на велосипед с открытой рамой удобнее садиться и слезать. В прошлом велосипеды с открытой рамой использовались женщинами (можно было сесть на велосипед, будучи в юбке и не нарушая приличий), из-за чего их часто называют „женскими“. Сейчас они популярны среди обоих полов.
Рамы для городских и детских велосипедов иногда делают складными, что удобно при хранении и транспортировке велосипеда (например, в Московском метрополитене запрещено провозить велосипеды, кроме складных и детских). Складные рамы, как правило, делаются открытыми.

#### Материалы
Комфортабельность рамы и ходовые качества велосипеда зависят от мягкости материала. Мягкие рамы лучше поглощают вибрацию, но не отличаются хорошим накатом (в тяжёлом транспорте этот параметр называется „выбег“) и торсионной жесткостью. Жёсткие рамы позволяют передавать энергию от педалей к колёсам с меньшими потерями.
Рамы могут делаться из стали, сплавов алюминия, титана, магния, а также из углепластика (карбона). Также довольно редко встречаются рамы из стеклопластика, они могут использоваться только на шоссейных велосипедах.

### Вилка
Служит для соединения переднего колеса, руля и рамы. Может быть жёсткой или со встроенным амортизатором. Также на вилку крепятся тормоза, крыло, датчик скорости и другое вспомогательное оборудование.
Жёсткие вилки дешевле и легче.
Амортизационные вилки повышают комфортность езды по неровной поверхности, улучшают сцепление с дорогой на неровностях. Они более дорогие, тяжёлые, при педалировании поглощают часть энергии. Амортизационные вилки различаются принципом работы, ходом вилки, наличием различных настроек. Зачастую к таким настройкам относятся включение и выключение амортизирующих функций (это позволяет снизить потери энергии при вращении педалей) и регулировка амортизаторов.

### Передача

Цепная передача

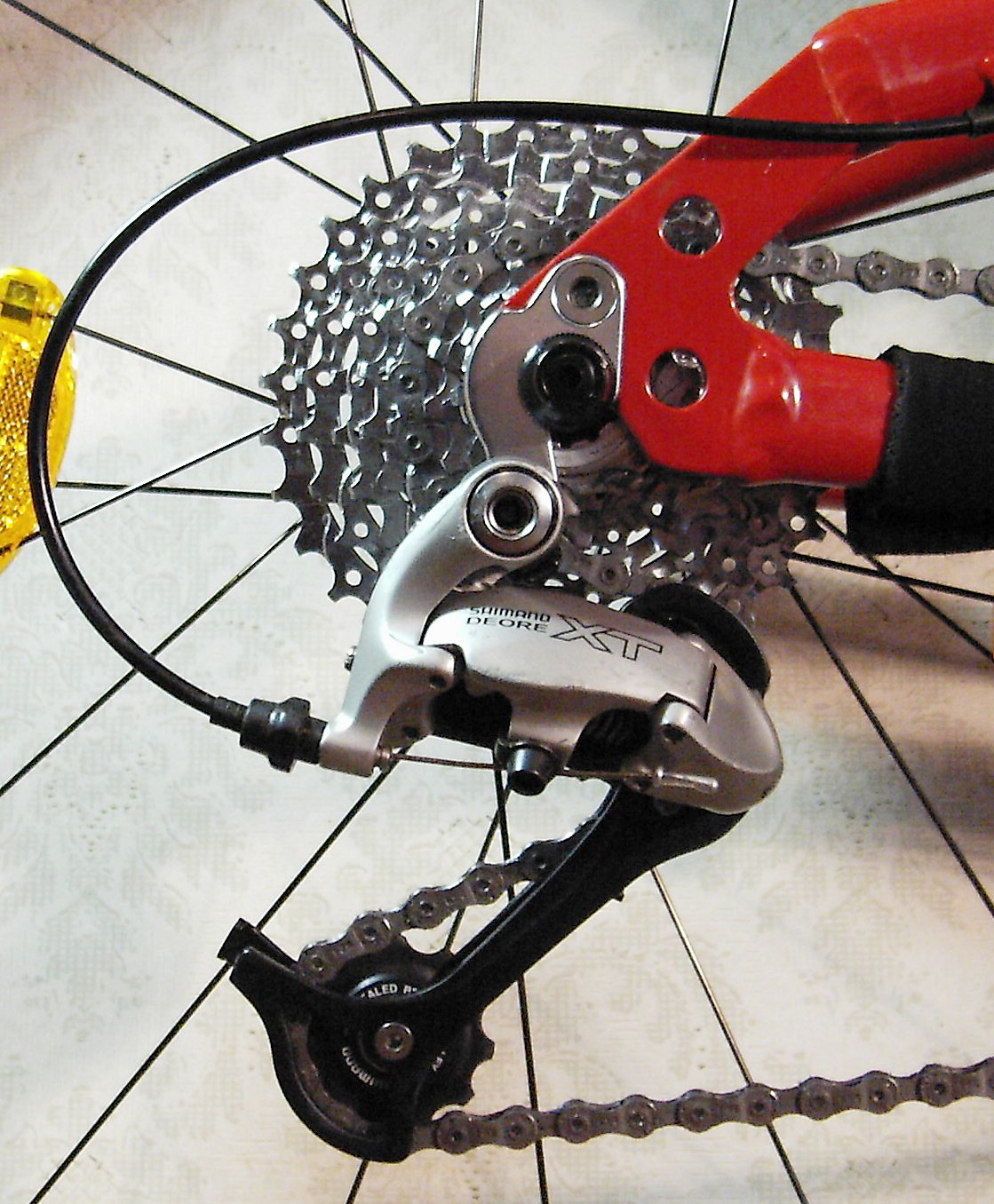
Задний переключатель скоростей

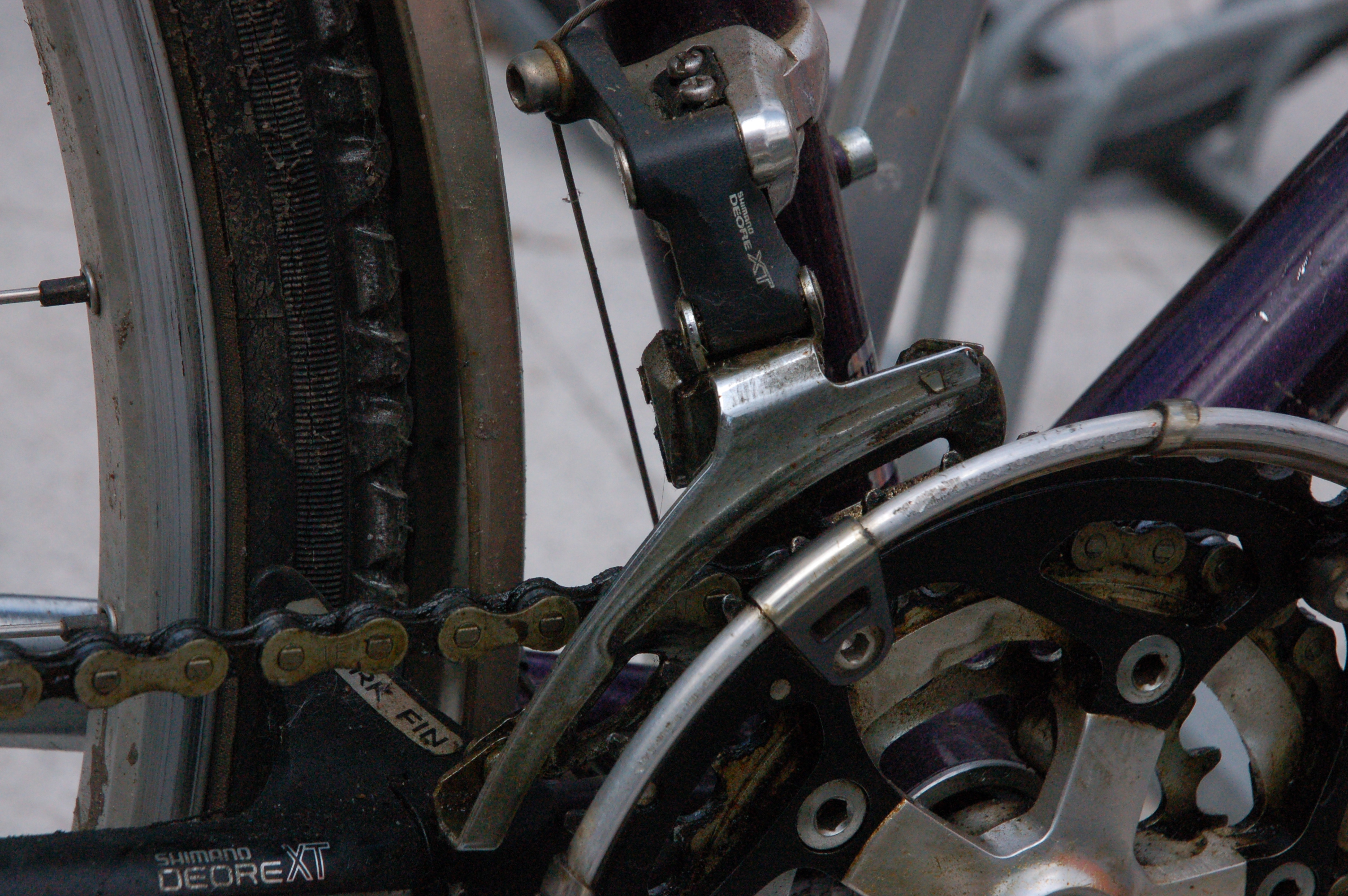
Передний переключатель скоростей

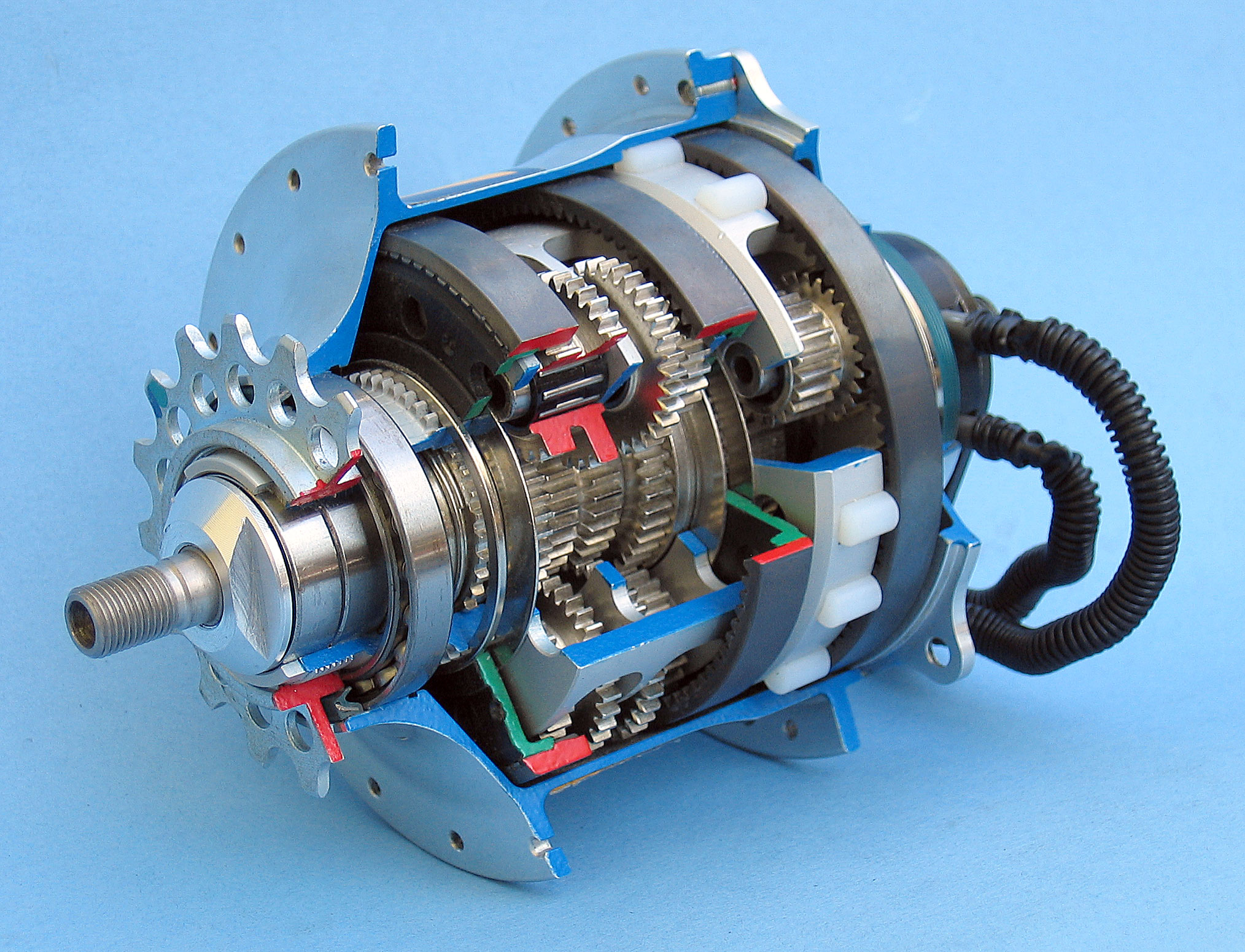
Планетарный механизм переключения передач Rohloff Speedhub

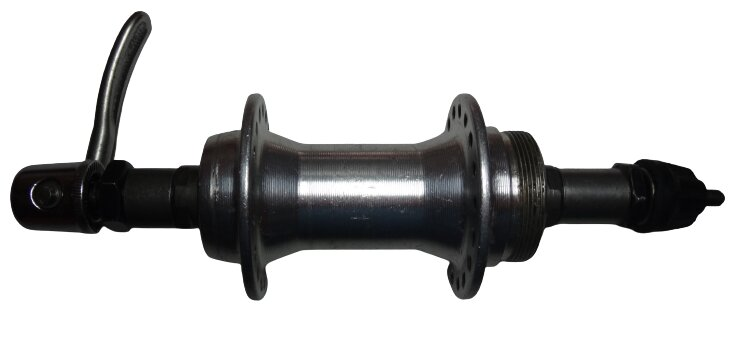
Задняя втулка под трещотку

Крутящий момент с оси каретки (вращаемой кривошипами с педалями) на заднее колесо обычно передаётся с помощью цепной передачи. Она состоит из ведущих (передних) и ведомых (задних) звёзд, собственно цепи и дополнительных механизмов. Совокупность ведущих звёзд называется системой, совокупность ведомых звёзд — кассетой.
В простейшем случае велосипед имеет только по одной ведущей и ведомой звезде (синглспид). Этот вариант хорошо подходит для езды по равнинным дорогам, а также для таких дисциплин, как дёрт или стрит. Для рельефной местности лучше подходят многоскоростные велосипеды. Современный уровень развития велоиндустрии позволяет производить недорогие и качественные многоскоростные модели. Поэтому многие современные велосипеды оборудованы механизмами переключения скоростей, что делает их пригодными для любых условий.
Переключатель скоростей в том виде, в каком он применяется сегодня на большинстве велосипедов, изобрёл известный итальянский велосипедист Туллио Кампаньоло в 1950 году. Звёзды (как сзади, так и спереди) смонтированы в блоки, и переключение осуществляется с помощью бокового смещения цепи направлением её на нужную звезду. Чтобы обеспечить равномерное натяжение цепи при разных передаточных отношениях, задний переключатель оборудован специальным устройством натяжения. Велосипед может иметь от 1 до 12 ведомых звёздочек и 1—3 передних, что позволяет обеспечить до 36 передач. Впрочем, передачи зачастую частично пересекаются (например, положения 48/16 и 36/12 эквивалентны); но такое пересечение необходимо для более удобного и плавного переключения. Кроме того, эффективность передач не одинакова: при большом перекосе цепи (например, с первой передней на последнюю заднюю звезды) трение и износ цепи сильно возрастают, потому такими передачами активно пользоваться не рекомендуется.
Переключатели управляются с помощью натяжения тросиков, которое регулируется специальными ручками переключения. У велосипедов до конца 1980-х — начала 1990-х натяжение тросиков регулировалось плавно, из-за чего велосипедисту необходимо было самому определять положения, соответствующие переключению на очередную передачу. Позднее получили распространение системы индексного переключения, в которых механизм дискретно управляет перемещением тросика и, соответственно, переключателя. Само переключение осуществляется нажатием кнопок или дискретным перемещением рычагов. В настоящее время появились и приобретают популярность (в основном в профессиональном и полупрофессиональном спорте) электронные системы переключения, такие как Shimano Di2 и аналоги от других фирм. Они могут быть как проводными, так и беспроводными.
Используется и планетарный механизм переключения передач, который чаще всего целиком находится в задней втулке, но существуют и планетарные механизмы, размещаемые в кареточном узле. По сравнению со внешним переключением, его механический КПД несколько ниже, но он менее подвержен воздействию внешней среды и более удобен в обращении (в частности, позволяет переключать передачи, стоя на месте), поэтому активно применяется для городских и туристских велосипедов. В городских велосипедах из планетарных механизмов чаще всего применяются комбинированные трёхступенчатые; реже семи-, восьми- и одиннадцатиступенчатые, обеспечивающие переключение трёх, семи, восьми или одиннадцати передач и тормоз. Долгое время трёхскоростные втулки являлись самыми лёгкими и отлаженными, но в последнее время японская фирма Shimano стала выпускать восьмискоростные модели, которые, по их заявлениям, отлажены лучше, чем трёхскоростные. Втулки с планетарным механизмом переключения передач могут иметь вмонтированный тормоз, например, барабанный. Но существуют и облегчённые бестормозные втулки. Самые дорогие модели (например, втулки фирмы „Ролофф“ (Rohloff) дают 14 передач, обеспечивая изменение передаточного соотношения более чем на 500 %, но такие втулки имеют большой вес, порядка 2 килограммов.
Отсутствие переключения передач не говорит о дешевизне велосипеда. Так, односкоростные велосипеды иногда применяются для экстремальных дисциплин („Дёрт“, „Стрит“) и некоторых видов велогонок (в частности, трековых) — как для увеличения КПД, так и для снижения массы.
Помимо цепной передачи, неоднократно предпринимались попытки создать велосипед с вальным приводом, односкоростные велосипеды с вальным приводом были довольно популярны в конце XIX — начале XX века. Также при использовании вала отсутствует и такая традиционная для велосипеда проблема, как слетание цепи. Главный недостаток — поддерживаются только планетарные механизмы переключения. Но в 2018 году, на международной велосипедной выставке Евробайк, был представлен концепт 13-скоростной вальной трансмиссии, имеющий с традиционными звёздами много общего. Переключение между передачами в ней происходит при помощи изменения длины телескопического вала.
Несмотря на значительные преимущества в использовании, в дорожных велосипедах вальная передача встречается ещё сравнительно редко. В простонародье такую передачу (привод) часто называют карданной, по аналогии с похожим узлом автомобилей, но в велосипедном вальном карданный вал практически не используется.
Также в последнее время появились серийные модели велосипедов с использованием шевронного ремня в качестве привода. Преимущества — в отсутствии смазки и шума, меньшей массе, большей прочности и большем ресурсе по сравнению с цепью. Недостатки, как и у вальных систем, поддерживаются только планетарные механизмы переключения. Но, главное, что ремень можно установить только на специализированную раму с размыкаемым (обычно правым верхним) пером, так как сам ремень не разъёмный.
Существуют экспериментальные модели велосипедов с гидравлическим приводом.

### Тормоза
Тормоза бывают ободными (клещи, консольные, v-brake), дисковыми и барабанными. В прошлом существовали также вариации тормоза, действующие непосредственно на шину („Современный велосипед, выбор его и применение“ — 1895 г., стр. 152). Также в качестве особой разновидности тормоза можно рассматривать режим рекуперативного торможения у некоторых электровелосипедов.

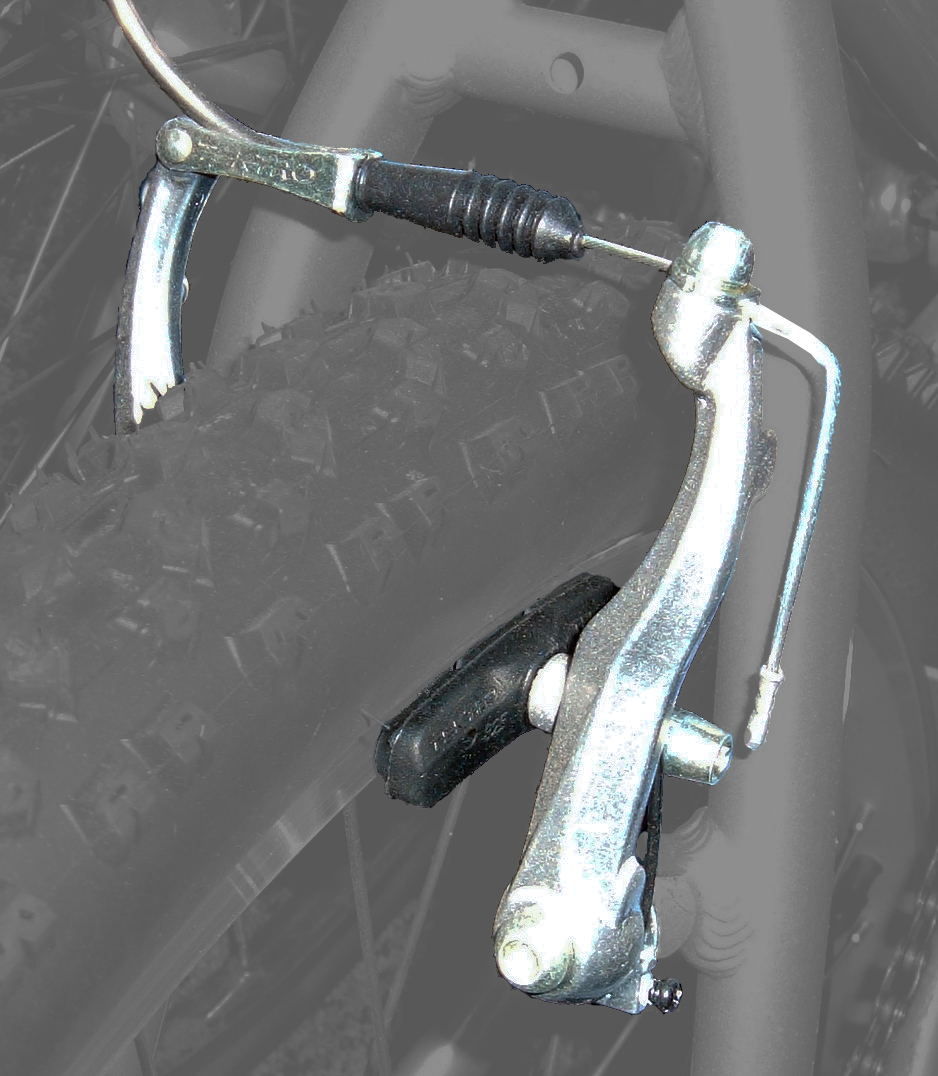
V-brake на заднем колесе

В ободных тормозах усилие прикладывается к ободу колеса. Они обладают своими преимуществами перед дисковыми тормозами:
1. Тормозное усилие прикладывается к ободу, тем самым уменьшается нагрузка на спицы и втулку.
2. При длительном торможении (спуске с горы) ободные тормоза гораздо меньше нагреваются за счёт большей площади обода по сравнению с тормозным диском.
3. Ободные тормоза очень неприхотливы, настройка очень простая, в отличие от дисковых, которые часто нужно перестраивать после снятия колеса.
4. Имеют меньший, чем дисковые тормоза, вес, что важно для некоторых велоспортивных дисциплин.
5. Дёшевы. Цена качественных дисковых тормозов в несколько раз выше ободных. Именно поэтому на подавляющем большинстве бюджетных велосипедов стоят ободные тормоза.

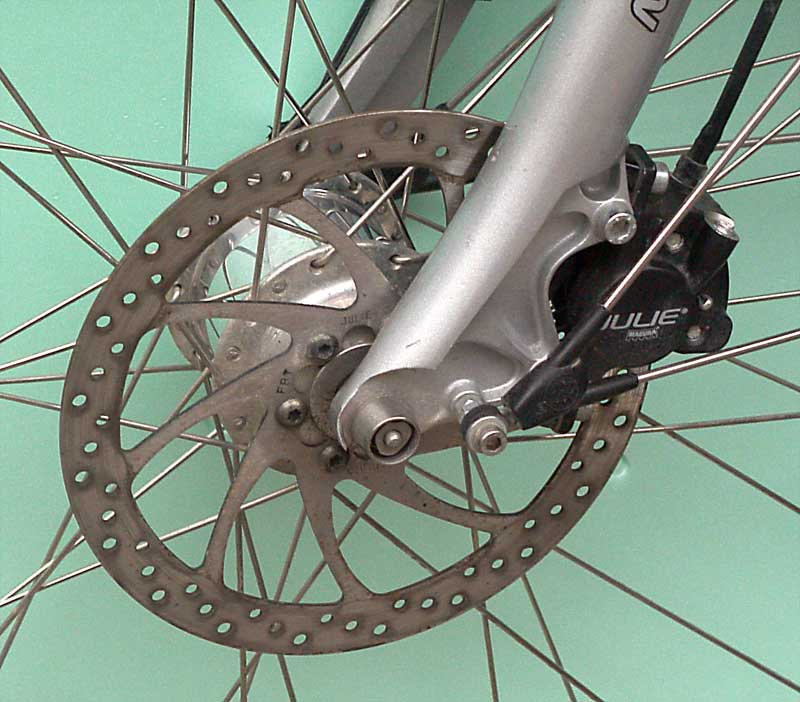
Дисковый тормоз на переднем колесе

В дисковых тормозах усилие прикладывается к специальному диску, они имеют много преимуществ перед ободными:
1. Дисковые тормоза имеют заметно большее тормозное усилие и следовательно повышают безопасность велосипедиста, также они более надёжны в использовании.
2. Они меньше засоряются при езде по грязи, так как расположены ближе к центру колеса. Ободные тормоза расположены с краю колёс и при их загрязнении сильно снижается эффективность торможения. Кроме этого, налипший вокруг клещей ком грязи может вовсе заблокировать колесо. По этой же причине (попадание абразивной грязи и пыли) при частой езде по грунту колодки и тормозные диски дискового тормоза стираются медленнее, чем колодки и обода колёс в случае тормоза v-brake.
3. Качественные дисковые тормоза позволяют более плавно регулировать тормозные усилия.
4. Дисковые тормоза можно использовать со слегка искривлённой геометрией колеса, в то время как ободные начнут задевать обод и притормаживать велосипед.
5. Качественные дисковые тормоза требуют обслуживания гораздо реже, чем ободные. Но обслуживание, зачастую, не может производиться в полевых условиях. Особенно это относится к гидравлическим дисковым тормозам.

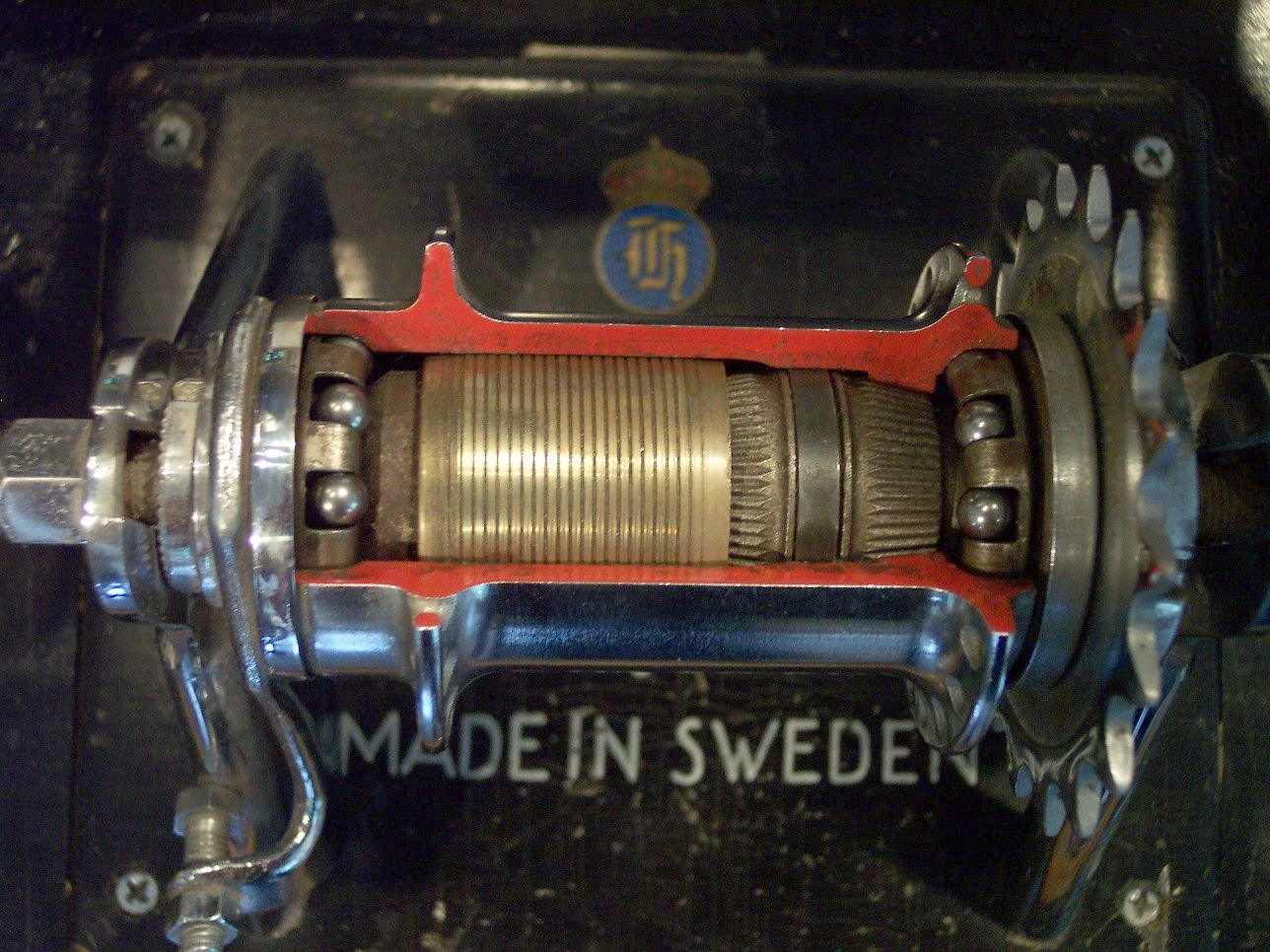
Вид в разрезе втулки Husqvarna Novo с интегрированным ножным тормозом

Барабанные тормоза, как правило, делятся на два типа. Первый тип, так называемый „ножной“ тормоз (англ. Coaster brake), чаще всего приводится в действие от вращения педалей в обратную сторону. В барабанных тормозах этого типа тормозной механизм находится внутри втулки ведущего колеса, тормозное усилие прикладывается к внутренней поверхности корпуса втулки.

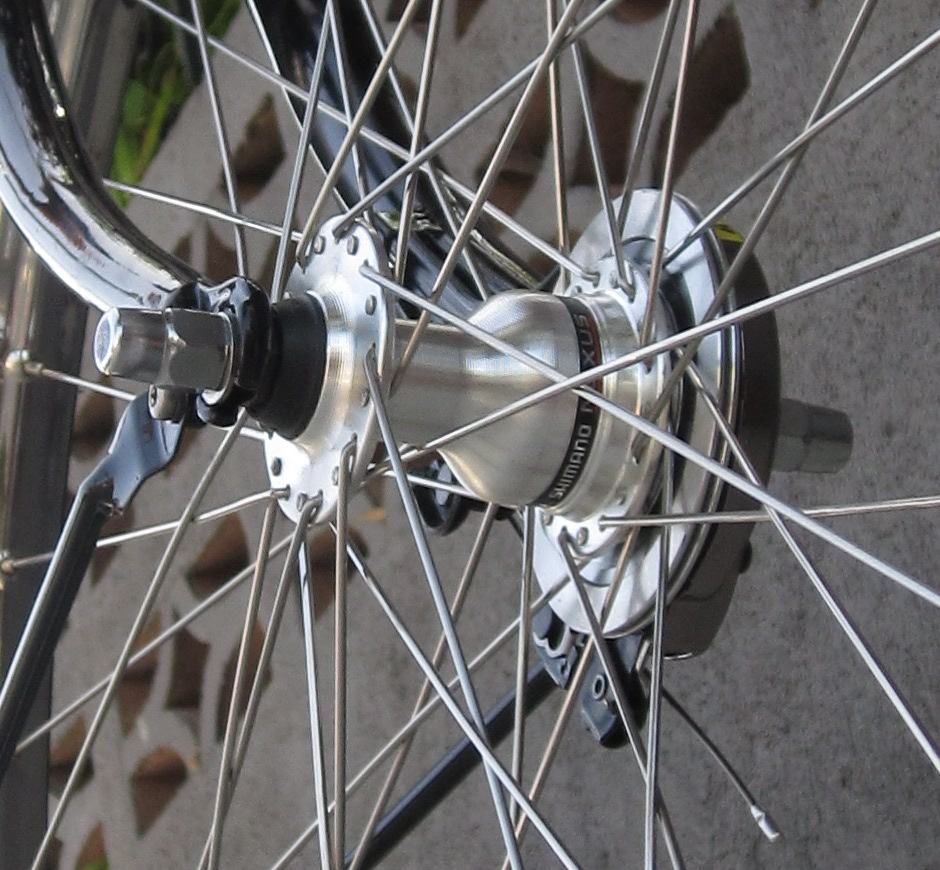
Передняя втулка Shimano Nexus с роллерным тормозом

Второй тип барабанного тормоза — так называемый роллерный тормоз (англ. Roller brake) — представляет собой отдельный узел велосипеда, закреплённый на втулке как ведущего, так ведомого колеса. Чаще всего механизм роллерного тормоза приводится в действие рукояткой на руле, соединённой с тормозом тормозным тросом.
Большинство велосипедов оснащаются ручным приводом тормоза, как наиболее безопасным и удобным. Также используются ножной привод тормоза, воздействующего на ведущее колесо.
По виду привода ручные тормоза делятся на механические (приводимые в движение тросиком) и гидравлические. Гидравлические обеспечивают большее тормозное усилие. Чаще используются в даунхиле, фрирайде, триале. В гидравлических тормозах используется минеральное масло или тормозная жидкость (DOT-4, DOT-5); поломку, в отличие от поломок механических тормозов, вне мастерской часто устранить нельзя, однако поломка качественного гидравлического тормоза крайне редка при правильном обслуживании. Чаще всего гидравлический привод используется для дисковых тормозов.
Ножные тормоза приводятся в действие путём вращения педалей в обратную сторону (противоположную рабочей). Такие тормоза имеют определённые преимущества, такие как защищённость от воды, грязи и снега (это обусловлено тем, что они спрятаны в задней втулке колеса), дёшевы, неприхотливы в обслуживании. Но у таких тормозов есть и недостатки: действуют только на заднее (то есть ведущее) колесо, требуют определённого привыкания. Также педальный тормоз несовместим с классическим переключателем скоростей. Это ограничивает применение педального тормоза только велосипедами с одной передачей и велосипедами с планетарным переключателем передач. Иногда педальный тормоз дополняется передним ручным, обычно одного из ободных типов. Главный недостаток ножного тормоза — в случае слетания цепи задействовать тормоз невозможно, в этом случае резко повышается риск попадания в аварию. Впрочем, даже в этом случае при известной сноровке можно аварийно остановиться при помощи ног, заваливания велосипеда набок либо поставив ногу на переднее колесо перед вилкой (если не стоит переднее крыло).
При использовании ручных тормозов следует нажимать оба рычага одновременно и плавно, без рывков. Передний тормоз допускает бо́льшую силу торможения без блокировки колеса из-за высокого расположения центра масс и перераспределения нагрузки на переднее колесо при торможении. Но на переднем колесе, в отличие от заднего, нельзя допускать полную блокировку колеса — это приведёт к падению вперёд через руль, в то время как с заблокированным задним колесом можно удерживать равновесие, спускаясь, например, с крутого холма. Также резкое нажатие на рычаг переднего тормоза крайне опасно при прохождении поворота: срыв на юз переднего колеса (что случается на влажной или пыльной дороге) быстротечен, его практически невозможно выровнять и это грозит падением. Поэтому начинающим велосипедистам нажимать рычаг переднего тормоза раньше заднего опасно. Для экстренного торможения опытные велосипедисты смещают тело назад по ходу движения (свешиваются за седло), насколько это возможно, и уже тогда сильно выжимают рычаг переднего тормоза. Либо применяется блокировка заднего колеса с поворотом велосипеда перпендикулярно направлению движения и завалом на бок.
При правильном использовании дисковых или клещевых тормозов передние тормозные колодки изнашиваются быстрее задних. Кроме этого, не рекомендуется применять торможение задним тормозом с юзом, так как это может быть небезопасно и приводит к быстрому износу задней покрышки.

### Седло
Седло является важной частью велосипеда: большинство проблем с комфортом связаны с неудобным седлом.
Широкие и мягкие сёдла менее удобны для педалирования, потому что мешают работе ягодичных мышц. Узкие жёсткие сёдла позволяют мышцам работать более правильно, что делает их более удобными при регулярной езде, особенно на большие дистанции. Однако с непривычки они могут вызывать неприятные ощущения в области таза.
Помимо правильной формы седла, на комфорт и эффективность езды влияет правильная посадка, которая регулируется высотой подъёма подседельного штыря, а также наклоном и продольным положением седла. Иногда подседельный штырь может включать в себя амортизатор, смягчающий удары при езде по неровной поверхности. Седло должно подбираться индивидуально, так как в идеале его ширина должна соответствовать расстоянию между седалищными буграми таза.
Различают мужские и женские седла. Также существуют сёдла с различными дополнениями, например, воздушными вырезами.

### Педали

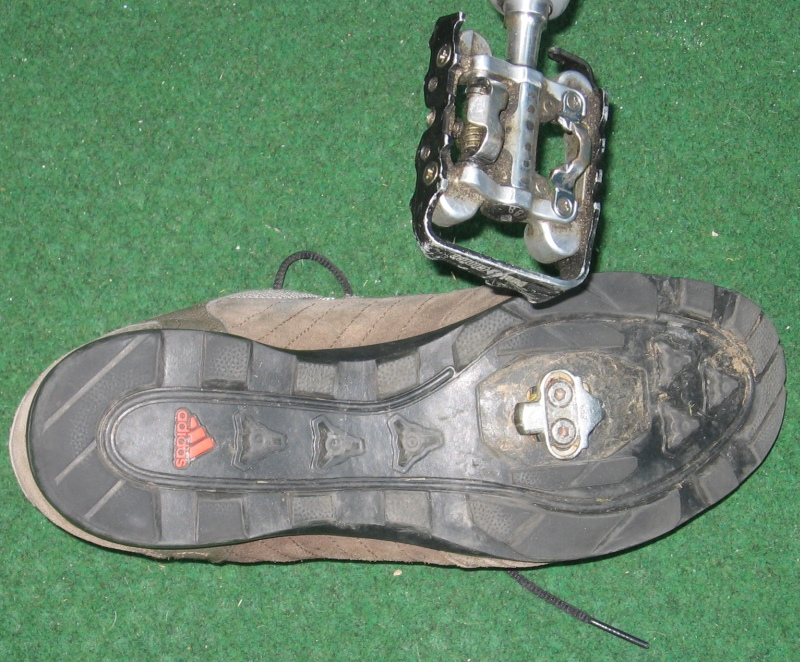
Контактная педаль с площадкой и велотуфля с шипом стандарта SPD

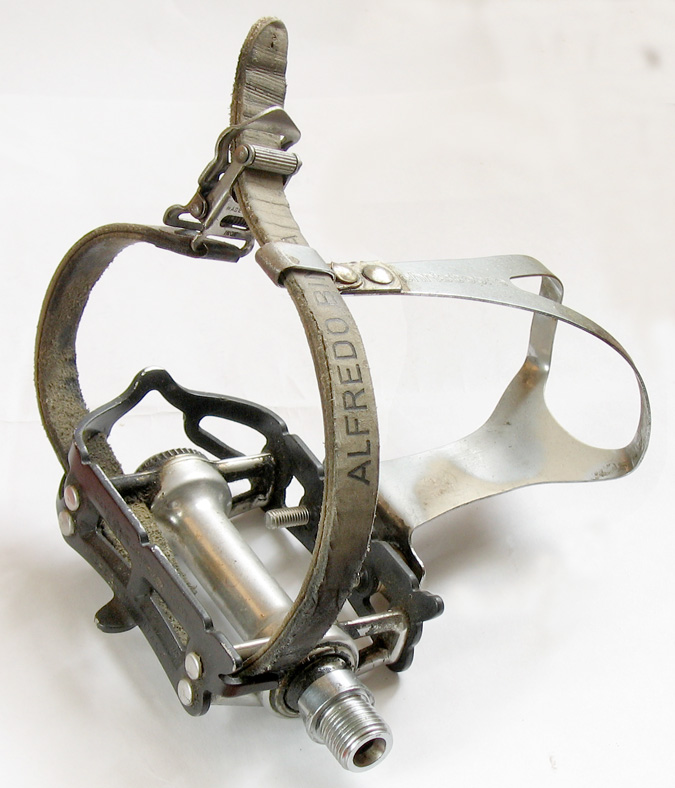
Педаль с туклипсом

Педали предназначены для передачи мускульного усилия через трансмиссию на колесо. Внутри педали находятся подшипники, позволяющие оси педали свободно вращаться относительно площадки педали. Ось педали вкручивается в кривошип, причём на правой педали резьба правая, а на левой — левая.
Для повышения эффективности педалирования существуют приспособления, обеспечивающие фиксацию ноги на педали, позволяя тем самым не только толкать, но и тянуть педаль. При этом одновременно работают обе ноги, что увеличивает вращающий момент и снижает нагрузку на колени, работает большее количество мышц. Такие приспособления практически исключают соскальзывание ноги с педали при быстрой езде по сильно пересечённой местности, но увеличивают вероятность падения из-за застревания ноги на педали на низких скоростях.
До недавнего времени фиксация ног на педалях осуществлялась преимущественно с помощью туклипсов — специальных скоб и ремешков, „привязывающих“ ногу к педали. Туклипсы опасны тем, что при падении велосипедист может не успеть вынуть ногу. Современные велосипеды оборудуются „контактными“ педалями, работающими как автоматический замок, который отстёгивается специальным движением ноги (например, поворотом стопы на 15°—20° в горизонтальной плоскости).
Контактные педали требует специальных, совместимых с ними, велотуфель, а, точнее, ответной части (шипов) совместимой системы. Для удобства педалирования подошва велотуфель обычно делается жёсткой. В туристических моделях велотуфель, предназначенных для непродолжительных прогулок пешком, вокруг крепления шипа делают специальные выступы протектора, защищающие шип от стирания об асфальт, подошва таких велотуфель может быть более гибкой. Хождение в спортивных велотуфлях крайне неудобно и может их повредить.

### Храповик
Храповик — элемент задней втулки велосипеда, исполняющий роль храпового механизма. Бывают как одноэлементные, так и двухэлементные. Двухэлементный храповик предусматривает возможность замены звезды, в то время как одноэлементный храповик может быть заменен только целиком.
Преимущество храповика над обычными кассетными втулками, а также втулками, на которые накручивается трещотка, в том, что минимальный размер звезды — 8 зубцов, что дает возможность установить меньшую звезду на шатуны, а также укоротить цепь, что позволяет снизить вес велосипеда.

### Другие компоненты и принадлежности

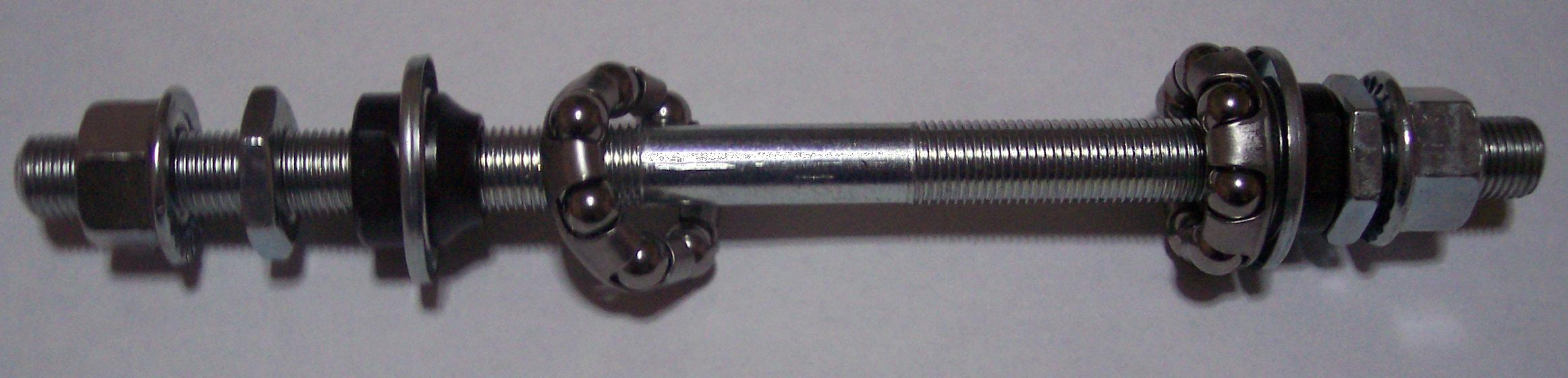
Ось втулки с подшипниками

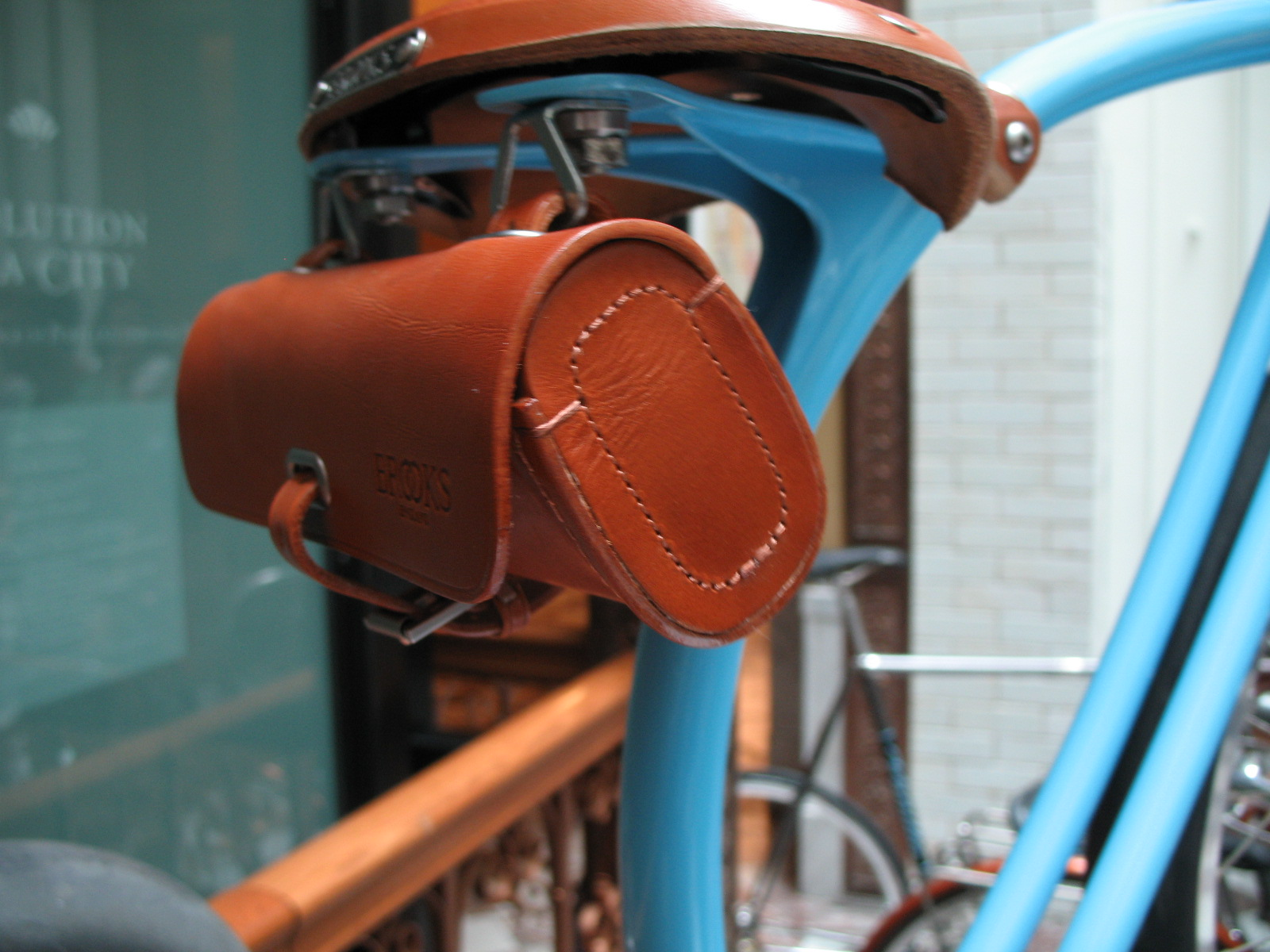
Сумка для хранения ключей

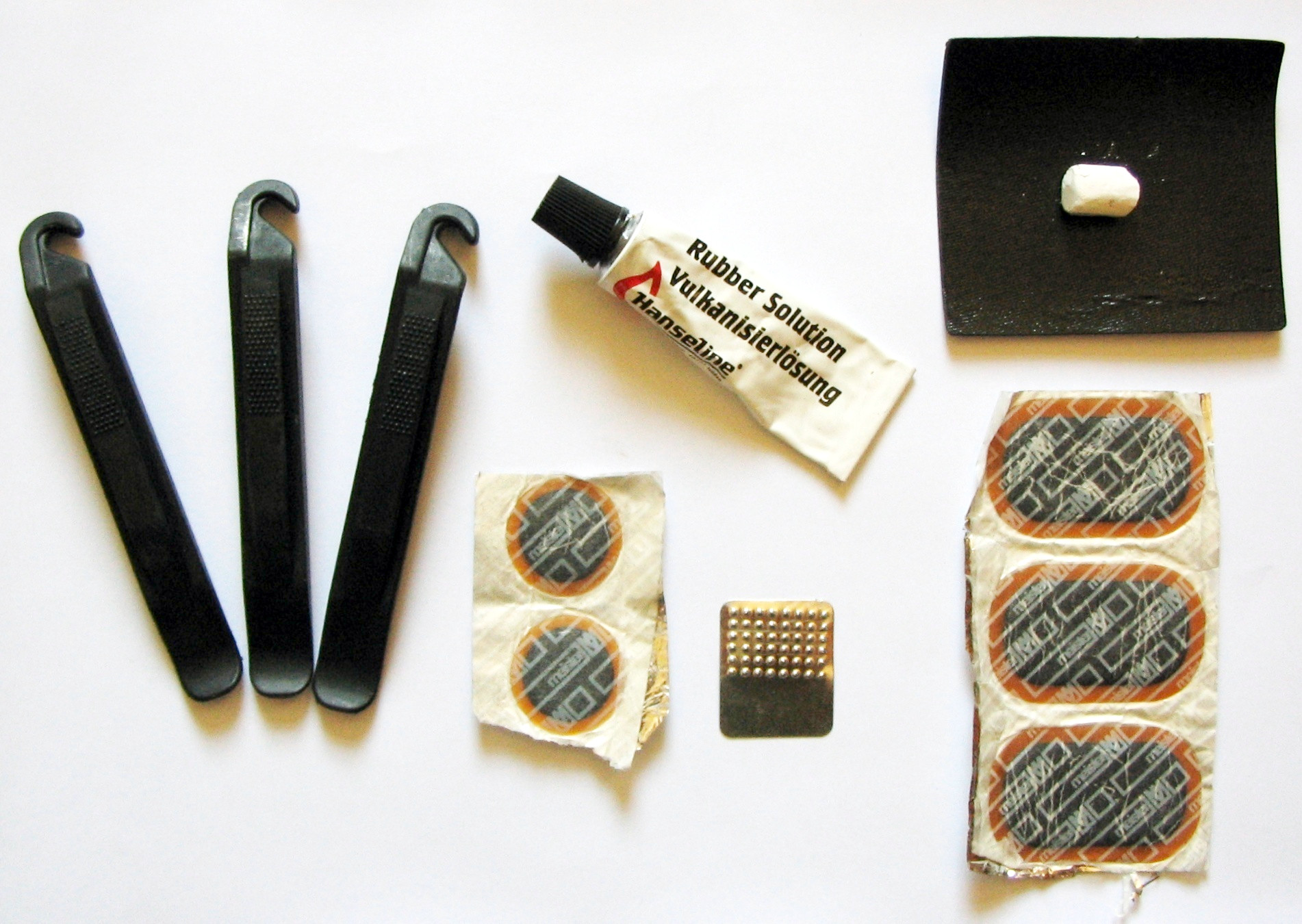
„Велоаптечка“ — набор для ремонта камер

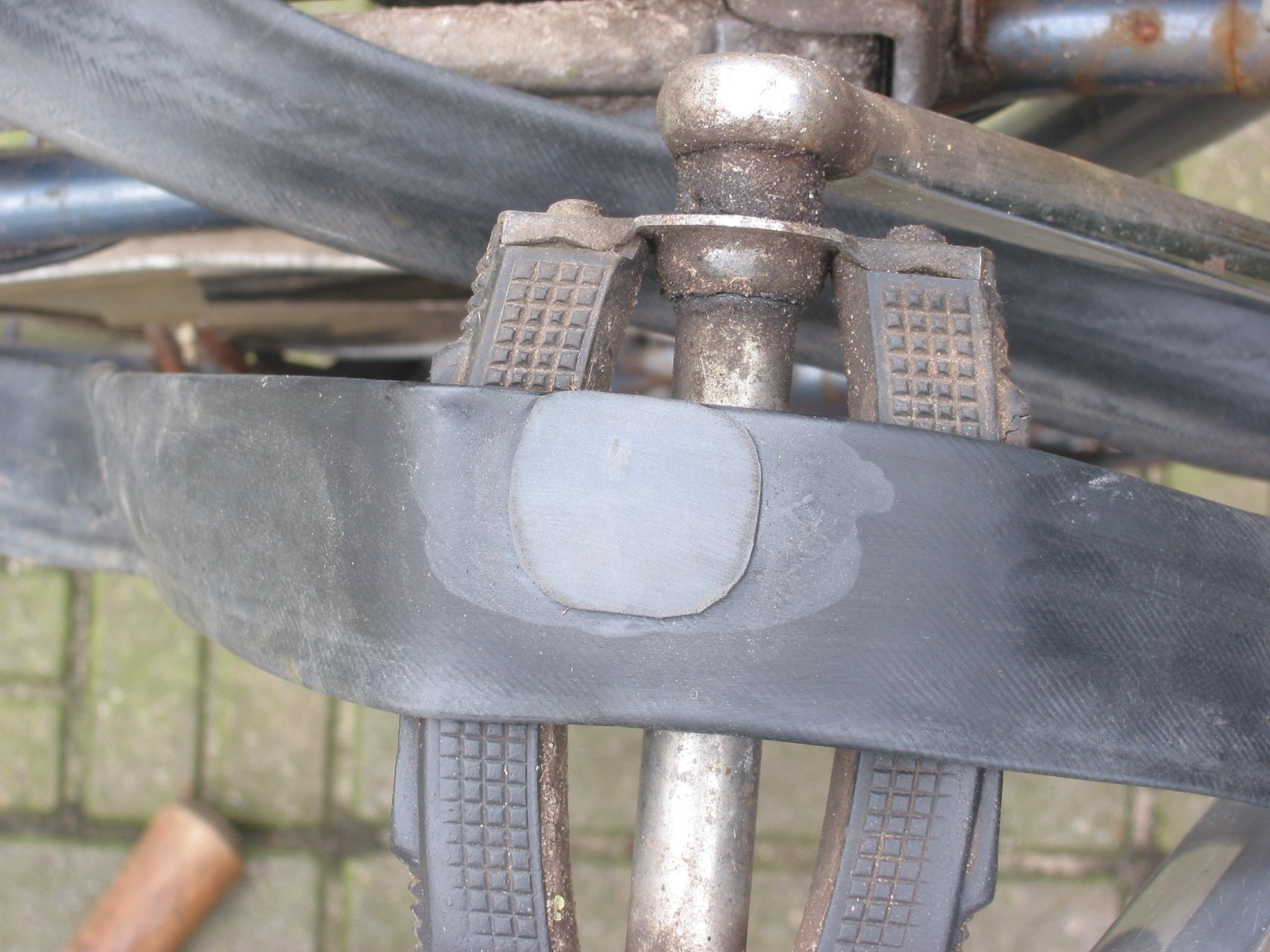
Заплата на камере

Руль служит для управления велосипедом. С помощью выноса он крепится к вилке переднего колеса. Форма руля может быть различной и зависит от назначения велосипеда.
Звуковой сигнал (звонок или гудок) позволяет привлечь внимание в опасных ситуациях. Это особенно важно из-за того, что велосипед перемещается почти бесшумно и прохожие могут слишком поздно его заметить. В некоторых странах (в том числе и России) наличие звукового сигнала является обязательным при перемещении по дорогам.
Рокринг — необязательный элемент конструкции велосипеда, служит для предохранения его цепи и звездочек от ударов.
Световозвращатели („катафоты“), LED-маячки или фонари также являются обязательными во многих странах при движении в тёмное время суток. Обычно используется белый фонарь (или световозвращатель) спереди, красный — сзади; красные, жёлтые или оранжевые — на колёсах и педалях.
Велокомпьютер показывает скорость и пройденное расстояние, а также другие параметры поездки. Для той же цели может быть использован GPS-приёмник.
Зеркало заднего вида повышает безопасность езды по дорогам общего пользования.
Велосипедный замок (противоугонный замок) теоретически позволяет оставить велосипед без присмотра на улице или велосипедной стоянке, привязав к столбу, дереву, перилам, парковочным местам и др. Замки различают по конструкции (жесткие, с тросом, с цепью), по способу запирания (на ключ или кодовый замок), по длине (в основном от полуметра до двух метров), толщине. На практике не рекомендуется оставлять дорогостоящие велосипеды без присмотра, даже с использованием замков.
Велосипедные очки защитят от попадания в глаза пыли и песка, поднимаемого транспортными средствами, от мошек, от мелких камней из-под колёс впередиидущих участников движения, от ударов по глазам веток, от иссушения глаз. Велосипедные очки обязаны отличаться от обычных по сопротивлению на удар — то есть не должны разбиваться, раскалываться, так как осколки обычных очков повредят глазное яблоко. Описанному отвечают очки, соответствующие стандарту ANSI Z87.1.
Велосипедный шлем — наиболее важный (наряду с очками) вид защитного снаряжения велосипедиста.
Велосипедные трусы и штаны, в отличие от обычных, хорошо обтягивают тело (за исключением моделей для экстремальных дисциплин, таких, как фрирайд). Обычно они снабжены накладкой из мягкого материала („памперс“), защищающей промежность от возникновения потёртостей и смягчающей удары о седло. Велотрусы и велоштаны являются одновременно верхней и нижней одеждой, надевать под них нижнее бельё (кроме термобелья в холодную погоду) не следует.
Велосипедные перчатки защищают ладони от истирания рулём. По этой причине при спортивной езде или езде на заметные расстояния (несколько десятков километров и более) это такая же необходимая вещь, как и велосипедные очки. Обычные велосипедные перчатки беспалые. При отрицательных температурах воздуха к функции велосипедных перчаток добавляется согревание — используются пятипалые, а также трёхпалые (попарно объединены указательный палец со средним и мизинец с безымянным) и типа „варежка“.

## Физика
Для того чтобы двухколёсный велосипед не упал, нужно постоянно поддерживать равновесие. Поскольку его площадь опоры — это две точки, в которых колеса касаются земли, велосипед может находиться только в динамическом (неустойчивом) равновесии. Это достигается с помощью „подруливания“: если велосипед наклоняется, велосипедист отклоняет руль в ту же сторону. В результате передняя точка опоры смещается в сторону наклона и равновесие восстанавливается. Этот процесс происходит непрерывно, поэтому двухколёсный велосипед не может ехать строго прямо; если руль закрепить — велосипед упадёт. Чем выше скорость, тем быстрее передняя точка опоры вернётся в равновесное положение и тем меньше нужно отклонять руль, чтобы поддерживать равновесие.
Вопреки распространённому мнению, гироскопическое действие быстро вращающихся колёс устойчивости велосипеда практически не помогает, поскольку у велосипеда этот эффект весьма мал. Например, при массе колеса 1,5 кг, диаметре колеса 0,8 м, расстоянии между точками крепления оси колеса к вилке 100 мм, скорости велосипеда 25 км/ч и скорости отклонении оси вращения колеса 20°/сек., на колесо в точке крепления оси к вилке будет действовать „возвращающая“ гироскопическая сила всего 14 Н. Для мотоцикла гироскопическая сила будет больше за счёт большей массы колеса (в 12-16 раз) и возможной более высокой скорости (в 4-6 раз), но меньше вследствие большей толщины колеса, то есть ширины вилки (в 2 раза). С учётом же значительно большего веса для мотоциклов самого лёгкого класса влияние гироскопического эффекта будет лишь примерно вчетверо сильнее, чем для велосипеда, а для более тяжёлых мотоциклов — близко к влиянию на устойчивость велосипеда, то есть незначительно.
Однако гироскопический эффект помогает велосипедисту при повороте при езде без рук. Желая совершить поворот, велосипедист смещает центр тяжести своего тела в сторону поворота, как бы заваливая велосипед. При этом ось вращающегося колеса начинает поворачиваться в вертикальной плоскости, перпендикулярной направлению движения. Это приводит к появлению гироскопической силы, стремящейся повернуть колесо внутрь поворота. На заднем колесе момент этой силы будет погашен в подшипниках, жестко связанных с рамой. Переднее же колесо, имеющее по отношению к раме свободу вращения в рулевой колонке, под действием гироскопического момента начнёт поворачиваться внутрь поворота. Для этого достаточно даже слабого эффекта гироскопической силы, благодаря чему поворачивать можно, даже не держа руль руками. Таким образом можно управлять велосипедом без рук.

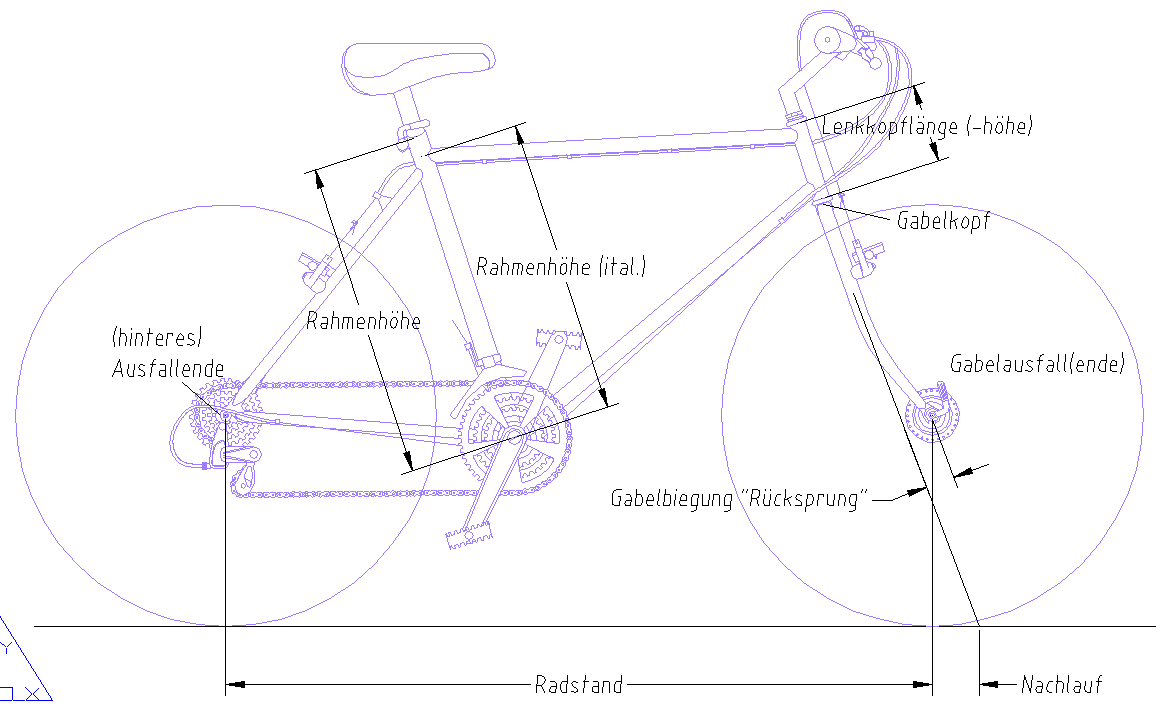
Наименования узлов и деталей

При управлении руками иногда используют приём контрруления: для этого нужно вначале немного повернуть руль в противоположную сторону (наклонить велосипед в сторону, противоположную повороту), а затем в сторону поворота. Как и при движении по прямой, идеально сохранять такой наклон невозможно, и подруливание осуществляется точно так же, только положение динамического равновесия смещается с учётом возникшей центробежной силы.
Конструкция рулевого управления велосипеда облегчает поддержание равновесия. Ось вращения руля расположена не вертикально, а наклонена назад. Кроме того, она проходит ниже оси вращения переднего колеса и позади той точки, где колесо касается земли. Благодаря такой конструкции при случайном отклонении переднего колеса движущегося велосипеда от нейтрального положения возникает момент силы относительно рулевой оси, который возвращает колесо обратно в нейтральное положение.
Таким образом, осуществляется автоматическое подруливание, помогающее поддерживать равновесие. Если велосипед случайно наклоняется, то переднее колесо поворачивается в ту же сторону, велосипед начинает поворачивать, центробежная сила возвращает его в вертикальное положение, а переднее колесо обратно в нейтральное положение. Благодаря этому можно без особых проблем ехать на велосипеде „без рук“. Велосипед сам поддерживает равновесие. Сместив центр тяжести в сторону, можно поддерживать постоянный наклон велосипеда и выполнить поворот.
Способность велосипеда самостоятельно сохранять динамическое равновесие зависит от конструкции рулевой вилки. Определяющим является плечо реакции опоры колеса, то есть длина перпендикуляра, опущенного из точки касания колеса земли на ось вращения вилки; или, что эквивалентно, но проще измерить — расстояние от точки касания колеса до точки пересечения оси вращения вилки с землёй. Таким образом, для одного и того же колеса возникающий момент будет тем выше, чем больше наклон оси вращения вилки. Однако для достижения оптимальных динамических характеристик нужен не максимальный момент, а строго определённый: если слишком малый момент приведёт к трудности удержания равновесия, то слишком большой — к колебательной неустойчивости, в частности — эффект шимми (см. ниже). Поэтому положение оси колеса относительно оси вилки тщательно выбирается при проектировании; многие велосипедные вилки имеют изгиб или просто смещение оси колеса вперёд для снижения избыточного компенсирующего момента.
На высоких скоростях переднее колесо может испытывать скоростные виляния (англ. Speed wobbles), или эффект шимми — явление, хорошо известное в авиации. При этом явлении колесо самопроизвольно виляет вправо и влево. Скоростные виляния наиболее опасны при езде „без рук“ (то есть когда велосипедист едет, не держась за руль). Причина скоростных виляний не в плохой сборке или слабом креплении переднего колеса, они вызваны резонансом. Скоростные виляния легко погасить, снизив скорость или изменив позу.
На высоких скоростях для управления велосипедом можно применять приём контрруления, знакомый мотоциклистам. Для правого поворота необходимо кратковременно оттолкнуть правую ручку руля от себя, в результате чего велосипед быстро наклоняется вправо (буквально „ныряет“), затем, при достижении нужного угла наклона, выровнять руль и удерживая в таком положении — повернуть направо, после чего выровнять велосипед или мотоцикл. Соответственно, если толкать от себя левую ручку — повернуть налево. Основная цель контрруления — быстрое (менее чем за секунду) достижение нужного угла наклона велосипеда или мотоцикла для быстрого входа в поворот. В принципе, данный приём работает на любых скоростях от 10-15 км/ч и выше.

## Энергетическая эффективность
По затратам энергии на километр пути езда на велосипеде эффективнее ходьбы. При каждом шаге происходит вертикальное перемещение общего центра масс, на которое уходит 35 % кинетической энергии (при каждом шаге человек как бы поднимается в небольшую горку), чего не происходит при езде.
При езде на велосипеде со скоростью 30 км/ч сжигается 15 ккал/км (килокалорий на километр), или 450 ккал/ч (килокалорий в час). При ходьбе со скоростью 5 км/ч сжигается 60 ккал/км или 300 ккал/ч, то есть езда на велосипеде в четыре раза эффективнее ходьбы по затратам энергии на единицу расстояния. Энергетические и скоростные преимущества езды на велосипеде наиболее выражены на горизонтальных участках дорог с хорошим покрытием. Даже небольшой, неощутимый для пешехода, угол подъёма в гору резко увеличивает нагрузку на мышцы велосипедиста и заставляет снижать скорость. Поскольку при езде на велосипеде расходуется больше калорий в час, чем при ходьбе, то велоезда является хорошей спортивной нагрузкой. При беге затраты калорий в час ещё выше. Необходимо учитывать, что ударные нагрузки при беге, а также неправильная езда на велосипеде (например, езда в гору на высоких передачах, переохлаждение коленей, обезвоженность организма и т. д.) могут травмировать коленные или голеностопные суставы.
Тренированный мужчина, не являющийся профессиональным спортсменом, может в течение длительного времени развивать мощность 250 ватт, или 1/3 л. с. При движении на велосипеде по ровной дороге это соответствует скорости 30—50 км/ч.

## Разновидности
По предназначению велосипеды условно можно разделить на следующие категории:

### Городские велосипеды
Типы велосипедов, использующиеся как персональное средство передвижения в условиях города или аналогичных.
- Городские (дорожные) велосипеды предназначены для быстрой и комфортной езды по подготовленным дорогам (асфальту или укатанным грунтовым дорогам). Посадка вертикальная, седло удобное и хорошо амортизировано, тормоз часто ножной. Основные части хорошо защищены от грязи, поэтому обслуживание требуется редко. Чаще всего имеют классическую трансмиссию, либо планетарную передачу в задней втулке.
- Складные велосипеды — велосипеды, которые складываются. В сложенном состоянии такой велосипед может перевозиться в легковой машине, входит в лифт и его часто можно перевозить в поездах, городских электричках и метро. Большинство складных велосипедов складываются только вдвое.
- Велосипеды с фиксированной передачей (Fixed Gear) — велосипеды, в трансмиссии которых отсутствует свободный ход и педали крутятся вместе с колесами постоянно. Появились благодаря трековым гонкам и аналогичны трековым велосипедам, имеют популярность среди велокурьеров. Может не оснащаться ручными тормозами, так как существует торможение „скидом“, когда колесо блокируется усилием ног на педали и велосипед идёт юзом[41].
- Электрические велосипеды — (также электровелосипед, пауэрбайк, е-байк, педелек) представляет собой велосипед с электрическим приводом, который частично или полностью обеспечивает его движение. В общем случае электровелосипед отличает от обычного наличие трёх дополнительных компонентов: электродвигателя, аккумуляторной батареи и контроллера. В отличие от электроскутера или же мотоцикла, электровелосипед может приводиться в движение педалями, а его эксплуатация и обслуживание немногим сложней обращения с обычным велосипедом. В соответствии с правилами дорожного движания в России велосипед может иметь электродвигатель номинальной максимальной мощностью в режиме длительной нагрузки, не превышающей 0,25 кВт, автоматически отключающийся на скорости более 25 км/ч. При соблюдении данного условия, электровелосипед остается велосипедом и не относится к средствам индивидуальной мобильности.[42]

| - Типичный городской велосипед с прямой посадкой - Складной велосипед марки Brompton - Велосипед Fixed Gear - Электровелосипед |

### Спортивные велосипеды
Типы велосипедов, использующиеся в спортивных соревновательных дисциплинах.
- Шоссейные велосипеды предназначены для быстрой езды по асфальтированным дорогам. Им присуща спортивная посадка, изогнутый руль-баран, узкие шины. Существует несколько подвидов такие как: циклокроссовые

и т. п. Используются в профессиональных и любительских шоссейных велогонках, а также для прохождения бреветов (дистанций 200—600 км и более в одном заезде с ограничением времени).
- Горные велосипеды изначально предназначались для езды по горной и пересечённой местности (грунтовой дороге). В настоящее время горным велосипедом называют любой велосипед, предназначенный для езды вне дорог (что не совсем правильно). Его назначение в среднем 50/50, где 50 % грунта и 50 % асфальта. Для него характерно большое количество передач (обычно больше 20), широкие шины, мощные колёса, амортизационная вилка, гасящая удары, а часто и задняя подвеска (делятся на подвиды: „дх-велосипеды“ (даунхильные) — для спуска, „кросскантрийные“ КК/XC — для разнообразных пересечённых условий).
  - Велосипеды для велокросса — оптимизированные для соревнований велосипеды, похожие на шоссейные, но имеющие иную геометрию рамы и высокую проходимость.
  - Велосипеды для даунхилла — оптимизированные для скоростной езды под уклон, прыжков и приземлений.
  - Найнеры (Twenty-niner) (различие не видовое, а скорее просто по размеру колеса (не является отдельным видом) бывают найнеры как Дх-велосипеды, так и КК, так и Эндуро (трэил/АМ/ФР) — подтип горного велосипеда, собранного на колёсах с ободами ISO 622 мм или 700с (внешний диаметр обода 622 мм). Внешний диаметр покрышки горного велосипеда на таких колёсах составит около 28,5 дюйма (724 мм), хотя существуют покрышки и со внешним диаметром 29,15 дюйма (740 мм). За счёт колёс большего диаметра преимуществом твентинайнера является большая геометрическая проходимость, основным же недостатком является больший момент инерции колёс, меньшая манёвренность и меньшая прочность, при этом имеет неоспоримое преимущество в универсальности — на обод можно надеть как покрышку для 29-го колеса, так и почти любую для диаметра 28», хорошо подходят для туризма и велопутешествий.
- Гибридные велосипеды — промежуточные между горными и шоссейными (70/30 асфальт/грунт). У гибридных велосипедов диаметр колёс составляет 28 дюймов, как у шоссейных, но оборудование (трансмиссия, тормоза и т. п.) устанавливается такое же, как у горных. Фактически представляет собой найнер, но с более узкими колесами. Зачастую два этих типа велосипедов (Twenty-niner и Гибрид) не различают между собой даже производители.
- Разделочный велосипед — разновидность шоссейных велосипедов, предназначенная для велогонок с раздельным стартом, в отличие от шоссейных гонок, где движение происходит в пелотоне. Они снабжены узкими шинами, большим количеством скоростей, специальным аэродинамическим рулём с продольными близкими трубками и подкладками под локти, коротким седлом, типичной геометрией рамы.
- Трековые велосипеды используются в гонках по велотреку. Их задача — развить максимальную скорость на ровном треке. От шоссейных они отличаются отсутствием многих «лишних» деталей, например, тормозов и переключения скоростей, и самое главное отсутствием свободного хода заднего колеса, то есть возможности не крутить педали при движении.
- Лигерад (рикамбент, лежачий велосипед) позволяет велосипедисту ехать полулёжа или лёжа на спине, в редких случаях — на животе. Часть лежачих велосипедов — двухколёсные, часть — трёхколёсные (велотрайк). Лигерады быстрее обычных велосипедов из-за аэродинамичности, и по этой причине не допускаются на соревнования с традиционными велосипедами. На 2004 год часовой рекорд для лигерадов — 84 км 215 м, а для обычных — 49 км 441 м. Впервые лигерад использован на соревнованиях в 1933 году, в 1938 году их запретили в обычных велогонках. Другими преимуществами лигерадов является комфорт и отсутствие нагрузки на спину. Недостатками являются большой вес и размеры, высокая стоимость, медленный поворот и более трудная езда в гору (велосипедист не может встать на педали, чтобы надавить их всем своим весом). Есть и тандемные лежачие лигерады (один велосипедист полулежит, другой сидит).
- Трюковые велосипеды:
  - BMX (от Bike MotoCross) — велосипеды, предназначенные для выполнения трюков или участия в гонках по пересечённой местности. Отличаются малым размером (диаметр колеса — 20 дюймов), конструкцией рамы (центр тяжести сильнее смещён к заднему колесу) и низкой посадкой седла.
  - Триальные велосипеды, на которых практикуется велотриал — экстремальная дисциплина, в которой задачей велосипедиста является прохождение трассы препятствий (брёвен, камней, блоков, ящиков и т. п.) по определённым правилам на время или на минимум штрафных очков. Конструкция их отличается от обычных велосипедов настолько, что это делает простую езду на таком велосипеде затруднительной. Как правило, полностью отсутствует седло (в большинстве современных специализированных триальных рам для седла даже не предусмотрено отверстие) и амортизаторы, каретка обычно находится выше линии соединяющей оси колёс, всего одна низкая передача, широкие покрышки с ярко выраженным шипованным рельефом для увеличения сцепления, педали оборудованы шипами, мощный тормоз для блокировки переднего колеса. Также устанавливаются специальные щитки под каретку (bashguard) или кольцо (rockring) на правый кривошип для защиты от ударов при приземлении на кареточный узел. Часто предпринимаются специальные меры для максимального облегчения веса велосипеда — спиливаются ненужные выступы на раме, сверлятся отверстия в ободе, детали заменяются на изготовленные из более лёгких сплавов. Обычно триальные велосипеды оборудуются ободными гидравлическими тормозами. Триальные велосипеды, в основном, бывают двух видов — так называемые «стоковые» (stock) и «моды» (mod). Наиболее заметным отличием между ними является диаметр колёс: 26 дюймов у стоковых и 20 дюймов у модов. У модов также, как правило, более низкая рама, из-за чего их часто путают с BMX.

| - Горный велосипед - Спортсмен на соревнованиях по даунхиллу - Разделочный шоссейный велосипед - Лигерад - Езда на BMX-велосипедах - Соревнование по велотриалу |

### Велосипеды для отдыха и развлечения
Типы велосипедов, не предназначенные для соревнований.
- Туристические велосипеды предназначены для велотуризма. Их корпус прочен, конструкция надёжна, они могут перевозить большие грузы. Серийно производятся редко, как правило переоборудуются из велосипедов других типов согласно пожеланий владельцев.
- Фэт-байки (от Fat-bike) — (существует как типовое отличие колес, то есть это в первую очередь определяется по типу колеса) велосипед на толстых покрышках (англ. fat — толстый). Обладает повышенной проходимостью по различным типам поверхностей, которые плохо или совсем непроходимы на других типах велосипедов, такие как: снег, песок, высокотравие и тому подобные. При эксплуатации давление в камерах находится в пределах от 0,5 атм. до 2 атм. Ширина покрышек от 3,5″ до 6,2″, ширина ободов от 65 до 100 мм. Именно низкое давление в камере является ключевым в этом типе велосипеда наряду с шириной покрышки. Чем более тяжёлые условия езды, тем лучше проявляются достоинства фэт-байка: если на асфальте или плотном грунте он уступит обычному МТВ, то на ухабисто-каменистой дороге они будут примерно на равных (поскольку мягкие шины лучше облизывают неровности), а при попадании в грязь или снег фэт-байк вырвется вперёд. Фэт (может быть как горным так и прогулочным), а также Полу-фэты (26+ или 27,5+) это скорее разновидности Фэтбайка (бывают почти всех подвидов горного велосипеда).
- Круизеры — велосипеды для неспешных прогулок по городу, паркам, пляжам. Отличаются широкими шинами («баллонами»), комфортной вертикальной посадкой, низким количеством передач. Имеют рамы характерной формы — из изогнутых труб без резких углов. Были широко распространены в США в 1930—1950 годах, снова получили популярность с 1990-х годов, часто выполняются в ретро-стилистике и украшаются по вкусу владельцев.

| - Туристический велосипед - Фэт-байк - Круизер от Electra, женская модель |

### Транспортные и утилитарные велосипеды
- Велорикша или велотакси — велосипед-такси. Велорикши есть в развивающихся странах и — как туристический аттракцион — в некоторых европейских и американских городах. В отличие от тандема, педали крутит только водитель.
- Грузовой велосипед предназначен для перевозки грузов, имеет множество разновидностей.
- Военный велосипед — средство передвижения велосипедной пехоты, состоят на вооружении ряда стран. Отличаются прочной и надёжной конструкцией, часто складные.
- Веломобиль — транспортное средство с мускульным приводом, сочетающее простоту, экономичность и экологичность велосипеда с устойчивостью и удобством автомобиля. Веломобиль предназначен, как правило, для эксплуатации на дорогах с твердым покрытием. По сравнению с велосипедом он имеет лучшую обтекаемость, защиту от непогоды и более комфортабельную посадку[43].

Согласно А. Н. Нарбуту, профессору МАДИ и конструктору веломобилей, основными отличиями веломобиля от велосипеда нужно считать: наличие обтекателя (полного или частичного); сиденье, наподобие автомобильного, но не велосипедное седло; и наличие не менее трёх, не установленных в одну линию колёс. Двух из трёх указанных отличительных особенностей достаточно, чтобы назвать мускулоход веломобилем, а не велосипедом.
Существуют различные способы классификации веломобилей. Наиболее часто веломобили разделяют на утилитарные, спортивные и рекордно-гоночные.
| - Велотакси в Амстердаме - Двухместный веломобиль - Веломобиль с обтекателем - Военный велосипед начала XX века на почтовой марке России |

### Прочие типы велотранспорта
- Водные велосипеды как правило используются для водных прогулок.
  - Подводный велосипед — педально-винтовое устройство для ускорения подводного плавания.
- Летающие велосипеды (мускулолёты) — летательные аппараты, приводимые в движение педалями.
- Железнодорожный велосипед (велодрезина) представляет собой четырёхколёсную тележку с педальным приводом для движения по железнодорожному пути. Снабжён одной или (чаще) двумя или четырьмя парами педалей, при этом велосипедисты сидят попарно плечом к плечу (как на водном велосипеде). Такие велосипеды используются в Европе на некоторых закрытых живописных железнодорожных линиях в качестве развлечения для туристов.
- Клоунские велосипеды могут ездить как вперёд, так и назад, за счёт фиксированной передачи, такой же как и в трековом велосипеде. Ради комического эффекта могут иметь любую конструкцию, сколь угодно абсурдную.
- Трёхколёсные велосипеды (трицикл) используются, как правило, маленькими детьми, но есть и взрослые модели. Кроме того, трёхколёсными часто делают лежачие велосипеды, веломобили, грузовые велосипеды и велорикши.
- Одноколёсный велосипед (юницикл или уницикл) — транспортное средство, состоящее из одного велосипедного колеса, жёстко прикреплённых к нему кривошипов с педалями, седла и рамы, соединяющей снизу (через подшипники) ось колеса и седло сверху. Уницикл требует балансировки в двух измерениях. Часто используется цирковыми артистами. Унициклы приобретают всё большую популярность как экстремальный спорт. Раз в два года проводятся чемпионаты по езде на уницикле, включая фигурное вождение, гонки на разные дистанции, хоккей и баскетбол на унициклах и другие виды спорта. Средний человек может научиться езде на уницикле за 10—15 часов.
- Моноцикл (интроцикл) — транспортное средство с одним колесом[46][47]. Моноциклы могут быть и моторизированы[48].
- Дицикл — транспортное средство, в котором водитель и пассажиры находятся между расположенных параллельно колёс большого диаметра. В основном моторизированы, но существуют и дициклы, использующие мускульную силу водителя, являясь, таким образом, подвидом велосипеда. Примером моторизированного дицикла является электрический самокат «Сигвей».
- Инвалидные и прочие приспособленные к нестандартной анатомии велосипеды — велосипеды с ручным приводом и площадкой для парализованных ног, велосипеды для очень тучных людей, «одноногие» велосипеды с одной контактной педалью, которая проходит полный оборот усилием одной ноги, известен даже цирковой велосипед для выступавших на арене сиамских близнецов.
- Беспедальные велосипеды (беговелы, балансбайки) — детские велосипеды без педалей и механизма трансмиссии, на котором передвигаются, отталкиваясь ногами от земли. В сущности, это первоначальная модель «машины для бега» Карла фон Дреза.
- С дополнительным приводом для рук[49] и тому подобные.
- Зимние велосипеды — вместо переднего колеса лыжа, вместо заднего — гусеница.

| - Водный велосипед - Инвалидный велосипед - Полувелосипед - Четырёхколёсный велосипед (Quadracycle) - Мальчик управляет педальным детским велосипедом |

## Видео
- Hip-Hop MayDay в «Лужниках»

## Влияние на здоровье
Низкий риск перенапряжения мышц или вывиха сустава, уменьшается нагрузка на позвоночник.
Мнение, что езда на велосипеде приводит к импотенции, является крайне спорным. В действительности, велосипедисты испытывают проблемы с потенцией в 2—3 раза реже, чем мужчины того же возраста в целом, хотя, по-видимому, немного чаще, чем пловцы. В то же время, согласно данным доктора Стивена Шрайдера (англ. Steven Schrader): «Регулярная езда на велосипедах с высоко поднятым удлинённым седлом зачастую приводит к различным нарушениям эрекции — к так называемой дисфункции выпрямления и неспособности полового органа к сохранению возбуждённого состояния в течение длительного периода времени. По мнению доктора, при езде на узком и высоком седле (что характерно как для спортивных, так и для некоторых видов „комфортных“ велосипедов) у мужчин пережимаются основные кровеносные сосуды, что может спровоцировать сексуальную дисфункцию». Однако известный британский велосипедист Крис Бордман (англ. Chris Boardman) заявил, что не знает случаев, когда профессиональный велосипедист имел бы проблемы с плодовитостью.
По мнению бостонского врача Идвина Гольдстейна, велосипедист должен также опасаться травм. Он подсчитал, что при «аварии» на скорости 30 километров в час 70-килограммовый мужчина может получить удар рамой между ног силой в 250 килограммов. В реальности такого рода травмы практически не происходят, а чаще всего среди серьёзных травм встречается перелом ключицы при ударе о землю. Частоту черепно-мозговых травм значительно понизили велосипедные шлемы.
Данные масштабного проспективного когортного исследования (479 723 участника, медиана наблюдения 13,1 года) указывают на ассоциацию активных способов передвижения, в частности езды на велосипеде и смешанного типа передвижения с его использованием, со сниженным риском развития всех типов деменции (включая болезнь Альцгеймера) и увеличенным объёмом гиппокампа.

## Велосипед в филателии

Малые листы Почты России, 2008 год. Велосипеды
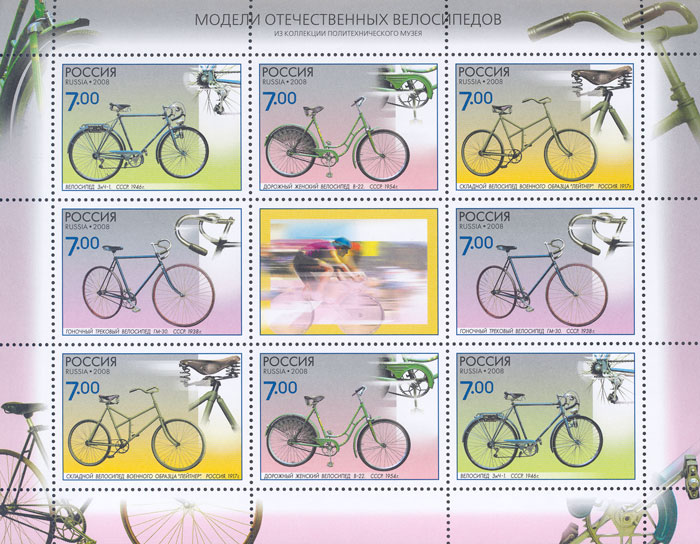
№ 1286—1289
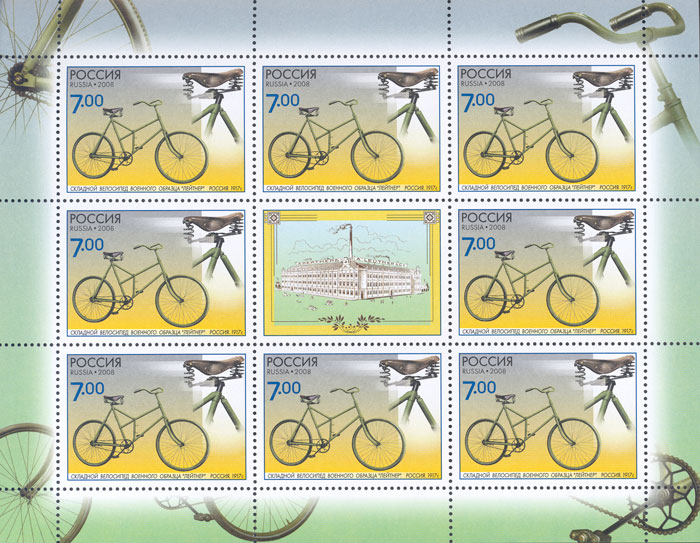
№ 1286
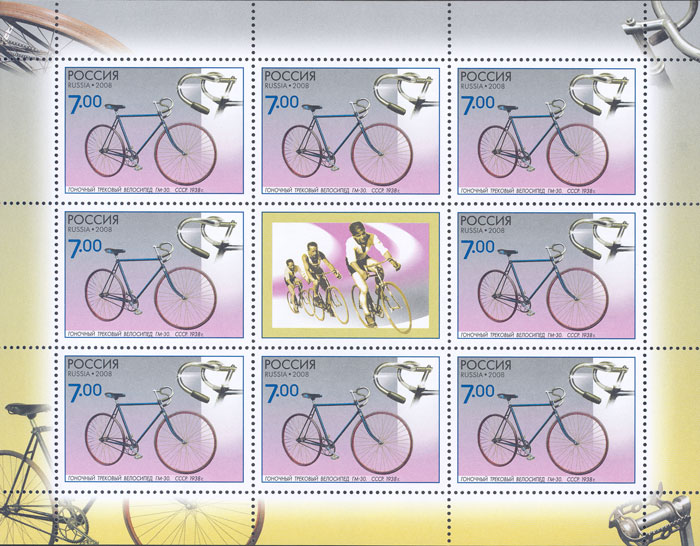
№ 1287
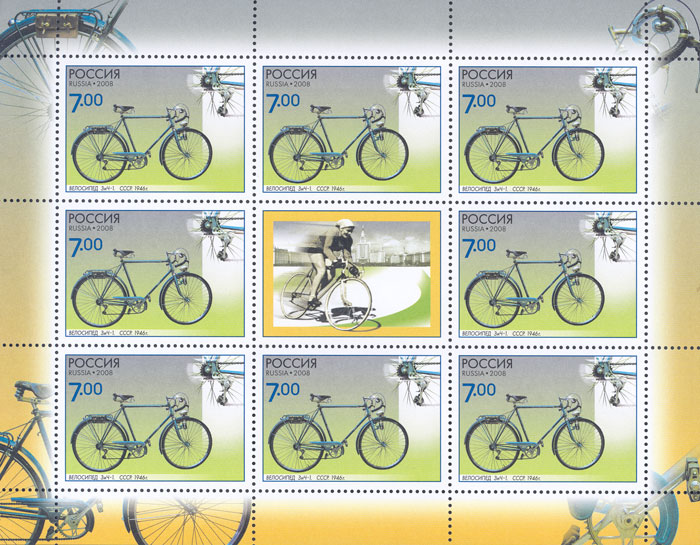
№ 1288
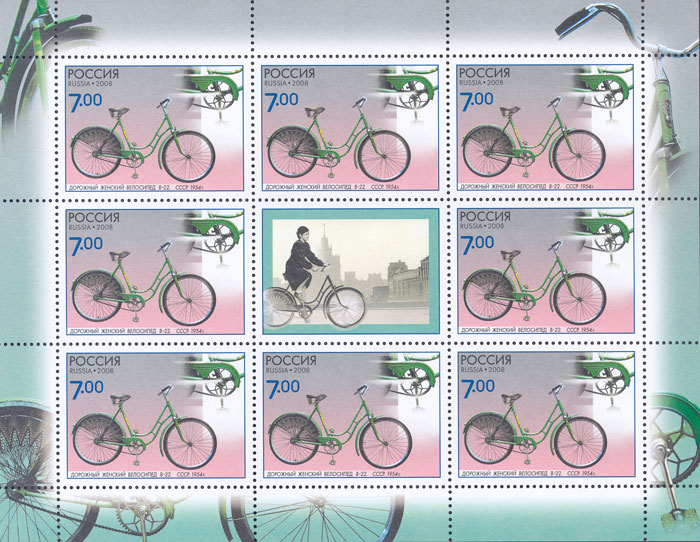
№ 1289